# Llista d'asteroides (296001-297000)
Llista d'asteroides del 296.001 al 297.000, amb data de descoberta i descobridor. És un fragment de la llista d'asteroides completa. Als asteroides se'ls dona un número quan es confirma la seva òrbita, per tant apareixen llistats aproximadament segons la data de descobriment.

## 296001-296100
| Nom    | Designació provisional | Data de descobriment   | Lloc de descobriment | Descobridor/s          |
| ------ | ---------------------- | ---------------------- | -------------------- | ---------------------- |
| 296001 | 2008 YO97              | 29 de desembre de 2008 | Mount Lemmon         | Mt. Lemmon Survey      |
| 296002 | 2008 YO101             | 29 de desembre de 2008 | Kitt Peak            | Spacewatch             |
| 296003 | 2008 YU101             | 29 de desembre de 2008 | Kitt Peak            | Spacewatch             |
| 296004 | 2008 YA103             | 29 de desembre de 2008 | Kitt Peak            | Spacewatch             |
| 296005 | 2008 YU108             | 29 de desembre de 2008 | Kitt Peak            | Spacewatch             |
| 296006 | 2008 YL109             | 29 de desembre de 2008 | Kitt Peak            | Spacewatch             |
| 296007 | 2008 YM117             | 29 de desembre de 2008 | Kitt Peak            | Spacewatch             |
| 296008 | 2008 YE118             | 29 de desembre de 2008 | Mount Lemmon         | Mt. Lemmon Survey      |
| 296009 | 2008 YW118             | 29 de desembre de 2008 | Kitt Peak            | Spacewatch             |
| 296010 | 2008 YT121             | 30 de desembre de 2008 | Kitt Peak            | Spacewatch             |
| 296011 | 2008 YK123             | 30 de desembre de 2008 | Kitt Peak            | Spacewatch             |
| 296012 | 2008 YO123             | 30 de desembre de 2008 | Kitt Peak            | Spacewatch             |
| 296013 | 2008 YW123             | 30 de desembre de 2008 | Kitt Peak            | Spacewatch             |
| 296014 | 2008 YR125             | 30 de desembre de 2008 | Kitt Peak            | Spacewatch             |
| 296015 | 2008 YY125             | 30 de desembre de 2008 | Kitt Peak            | Spacewatch             |
| 296016 | 2008 YM135             | 30 de desembre de 2008 | La Sagra             | La Sagra               |
| 296017 | 2008 YN144             | 30 de desembre de 2008 | Kitt Peak            | Spacewatch             |
| 296018 | 2008 YZ148             | 31 de desembre de 2008 | Kitt Peak            | Spacewatch             |
| 296019 | 2008 YM149             | 21 de desembre de 2008 | Kitt Peak            | Spacewatch             |
| 296020 | 2008 YF151             | 22 de desembre de 2008 | Kitt Peak            | Spacewatch             |
| 296021 | 2008 YS151             | 22 de desembre de 2008 | Mount Lemmon         | Mt. Lemmon Survey      |
| 296022 | 2008 YK153             | 21 de desembre de 2008 | Kitt Peak            | Spacewatch             |
| 296023 | 2008 YJ154             | 22 de desembre de 2008 | Mount Lemmon         | Mt. Lemmon Survey      |
| 296024 | 2008 YZ154             | 22 de desembre de 2008 | Mount Lemmon         | Mt. Lemmon Survey      |
| 296025 | 2008 YR155             | 22 de desembre de 2008 | Kitt Peak            | Spacewatch             |
| 296026 | 2008 YS155             | 22 de desembre de 2008 | Kitt Peak            | Spacewatch             |
| 296027 | 2008 YG158             | 31 de desembre de 2008 | Kitt Peak            | Spacewatch             |
| 296028 | 2008 YZ158             | 30 de desembre de 2008 | Mount Lemmon         | Mt. Lemmon Survey      |
| 296029 | 2008 YS160             | 30 de desembre de 2008 | Mount Lemmon         | Mt. Lemmon Survey      |
| 296030 | 2008 YR164             | 22 de desembre de 2008 | Mount Lemmon         | Mt. Lemmon Survey      |
| 296031 | 2008 YU166             | 19 de desembre de 2008 | Socorro              | LINEAR                 |
| 296032 | 2008 YV166             | 19 de desembre de 2008 | Socorro              | LINEAR                 |
| 296033 | 2008 YF167             | 21 de desembre de 2008 | Socorro              | LINEAR                 |
| 296034 | 2008 YS167             | 22 de desembre de 2008 | Kitt Peak            | Spacewatch             |
| 296035 | 2008 YV167             | 28 de desembre de 2008 | Socorro              | LINEAR                 |
| 296036 | 2008 YV168             | 21 de desembre de 2008 | Kitt Peak            | Spacewatch             |
| 296037 | 2008 YB172             | 21 de desembre de 2008 | Kitt Peak            | Spacewatch             |
| 296038 | 2008 YC172             | 22 de desembre de 2008 | Mount Lemmon         | Mt. Lemmon Survey      |
| 296039 | 2009 AB                | 1 de gener de 2009     | Mayhill              | A. Lowe                |
| 296040 | 2009 AH2               | 2 de gener de 2009     | Purple Mountain      | PMO NEO Survey Program |
| 296041 | 2009 AC6               | 1 de gener de 2009     | Kitt Peak            | Spacewatch             |
| 296042 | 2009 AW6               | 1 de gener de 2009     | Kitt Peak            | Spacewatch             |
| 296043 | 2009 AW11              | 2 de gener de 2009     | Mount Lemmon         | Mt. Lemmon Survey      |
| 296044 | 2009 AA16              | 15 de gener de 2009    | Socorro              | LINEAR                 |
| 296045 | 2009 AX18              | 2 de gener de 2009     | Mount Lemmon         | Mt. Lemmon Survey      |
| 296046 | 2009 AC20              | 2 de gener de 2009     | Mount Lemmon         | Mt. Lemmon Survey      |
| 296047 | 2009 AD21              | 3 de gener de 2009     | Kitt Peak            | Spacewatch             |
| 296048 | 2009 AL23              | 3 de gener de 2009     | Kitt Peak            | Spacewatch             |
| 296049 | 2009 AV24              | 3 de gener de 2009     | Kitt Peak            | Spacewatch             |
| 296050 | 2009 AT26              | 2 de gener de 2009     | Kitt Peak            | Spacewatch             |
| 296051 | 2009 AM27              | 2 de gener de 2009     | Kitt Peak            | Spacewatch             |
| 296052 | 2009 AG28              | 8 de gener de 2009     | Kitt Peak            | Spacewatch             |
| 296053 | 2009 AK28              | 8 de gener de 2009     | Kitt Peak            | Spacewatch             |
| 296054 | 2009 AR29              | 15 de gener de 2009    | Kitt Peak            | Spacewatch             |
| 296055 | 2009 AW29              | 15 de gener de 2009    | Kitt Peak            | Spacewatch             |
| 296056 | 2009 AX30              | 15 de gener de 2009    | Kitt Peak            | Spacewatch             |
| 296057 | 2009 AH32              | 15 de gener de 2009    | Kitt Peak            | Spacewatch             |
| 296058 | 2009 AA33              | 15 de gener de 2009    | Kitt Peak            | Spacewatch             |
| 296059 | 2009 AD37              | 15 de gener de 2009    | Kitt Peak            | Spacewatch             |
| 296060 | 2009 AO38              | 15 de gener de 2009    | Kitt Peak            | Spacewatch             |
| 296061 | 2009 AW40              | 15 de gener de 2009    | Kitt Peak            | Spacewatch             |
| 296062 | 2009 AC41              | 15 de gener de 2009    | Kitt Peak            | Spacewatch             |
| 296063 | 2009 AL42              | 1 de gener de 2009     | Mount Lemmon         | Mt. Lemmon Survey      |
| 296064 | 2009 AN43              | 15 de gener de 2009    | Kitt Peak            | Spacewatch             |
| 296065 | 2009 AU43              | 2 de gener de 2009     | Mount Lemmon         | Mt. Lemmon Survey      |
| 296066 | 2009 AN44              | 7 de gener de 2009     | Kitt Peak            | Spacewatch             |
| 296067 | 2009 AX44              | 2 de gener de 2009     | Catalina             | CSS                    |
| 296068 | 2009 AA48              | 1 de gener de 2009     | Kitt Peak            | Spacewatch             |
| 296069 | 2009 AD50              | 3 de gener de 2009     | Mount Lemmon         | Mt. Lemmon Survey      |
| 296070 | 2009 AE50              | 1 de gener de 2009     | Kitt Peak            | Spacewatch             |
| 296071 | 2009 AS50              | 1 de gener de 2009     | Kitt Peak            | Spacewatch             |
| 296072 | 2009 BK1               | 17 de gener de 2009    | Mayhill              | A. Lowe                |
| 296073 | 2009 BP3               | 18 de gener de 2009    | Socorro              | LINEAR                 |
| 296074 | 2009 BH4               | 18 de gener de 2009    | Socorro              | LINEAR                 |
| 296075 | 2009 BL7               | 18 de gener de 2009    | Socorro              | LINEAR                 |
| 296076 | 2009 BZ7               | 22 de gener de 2009    | Sandlot              | G. Hug                 |
| 296077 | 2009 BN8               | 17 de gener de 2009    | Socorro              | LINEAR                 |
| 296078 | 2009 BF9               | 17 de gener de 2009    | Socorro              | LINEAR                 |
| 296079 | 2009 BE11              | 24 de gener de 2009    | Purple Mountain      | PMO NEO Survey Program |
| 296080 | 2009 BA12              | 21 de gener de 2009    | Socorro              | LINEAR                 |
| 296081 | 2009 BB12              | 21 de gener de 2009    | Socorro              | LINEAR                 |
| 296082 | 2009 BR13              | 25 de gener de 2009    | Marly                | P. Kocher              |
| 296083 | 2009 BT13              | 27 de gener de 2009    | Socorro              | LINEAR                 |
| 296084 | 2009 BA14              | 24 de gener de 2009    | Cerro Burek          | Cerro Burek            |
| 296085 | 2009 BB14              | 24 de gener de 2009    | Cerro Burek          | Cerro Burek            |
| 296086 | 2009 BC16              | 16 de gener de 2009    | Mount Lemmon         | Mt. Lemmon Survey      |
| 296087 | 2009 BL16              | 16 de gener de 2009    | Mount Lemmon         | Mt. Lemmon Survey      |
| 296088 | 2009 BW16              | 16 de gener de 2009    | Kitt Peak            | Spacewatch             |
| 296089 | 2009 BK17              | 17 de gener de 2009    | Kitt Peak            | Spacewatch             |
| 296090 | 2009 BP20              | 16 de gener de 2009    | Mount Lemmon         | Mt. Lemmon Survey      |
| 296091 | 2009 BF25              | 18 de gener de 2009    | Catalina             | CSS                    |
| 296092 | 2009 BK29              | 16 de gener de 2009    | Kitt Peak            | Spacewatch             |
| 296093 | 2009 BD31              | 16 de gener de 2009    | Kitt Peak            | Spacewatch             |
| 296094 | 2009 BB32              | 16 de gener de 2009    | Kitt Peak            | Spacewatch             |
| 296095 | 2009 BF34              | 16 de gener de 2009    | Kitt Peak            | Spacewatch             |
| 296096 | 2009 BL34              | 16 de gener de 2009    | Kitt Peak            | Spacewatch             |
| 296097 | 2009 BQ34              | 16 de gener de 2009    | Kitt Peak            | Spacewatch             |
| 296098 | 2009 BS34              | 16 de gener de 2009    | Kitt Peak            | Spacewatch             |
| 296099 | 2009 BO35              | 16 de gener de 2009    | Kitt Peak            | Spacewatch             |
| 296100 | 2009 BS39              | 16 de gener de 2009    | Kitt Peak            | Spacewatch             |

## 296101-296200
| Nom    | Designació provisional | Data de descobriment | Lloc de descobriment | Descobridor/s          |
| ------ | ---------------------- | -------------------- | -------------------- | ---------------------- |
| 296101 | 2009 BT42              | 16 de gener de 2009  | Kitt Peak            | Spacewatch             |
| 296102 | 2009 BV42              | 16 de gener de 2009  | Kitt Peak            | Spacewatch             |
| 296103 | 2009 BC43              | 16 de gener de 2009  | Kitt Peak            | Spacewatch             |
| 296104 | 2009 BT43              | 16 de gener de 2009  | Kitt Peak            | Spacewatch             |
| 296105 | 2009 BE44              | 16 de gener de 2009  | Kitt Peak            | Spacewatch             |
| 296106 | 2009 BG44              | 16 de gener de 2009  | Kitt Peak            | Spacewatch             |
| 296107 | 2009 BR44              | 16 de gener de 2009  | Kitt Peak            | Spacewatch             |
| 296108 | 2009 BQ47              | 16 de gener de 2009  | Mount Lemmon         | Mt. Lemmon Survey      |
| 296109 | 2009 BK49              | 16 de gener de 2009  | Mount Lemmon         | Mt. Lemmon Survey      |
| 296110 | 2009 BR50              | 16 de gener de 2009  | Mount Lemmon         | Mt. Lemmon Survey      |
| 296111 | 2009 BU50              | 16 de gener de 2009  | Mount Lemmon         | Mt. Lemmon Survey      |
| 296112 | 2009 BW50              | 16 de gener de 2009  | Mount Lemmon         | Mt. Lemmon Survey      |
| 296113 | 2009 BT53              | 16 de gener de 2009  | Mount Lemmon         | Mt. Lemmon Survey      |
| 296114 | 2009 BG55              | 16 de gener de 2009  | Mount Lemmon         | Mt. Lemmon Survey      |
| 296115 | 2009 BH56              | 17 de gener de 2009  | Mount Lemmon         | Mt. Lemmon Survey      |
| 296116 | 2009 BS60              | 17 de gener de 2009  | Mount Lemmon         | Mt. Lemmon Survey      |
| 296117 | 2009 BO62              | 19 de gener de 2009  | Mount Lemmon         | Mt. Lemmon Survey      |
| 296118 | 2009 BJ63              | 20 de gener de 2009  | Mount Lemmon         | Mt. Lemmon Survey      |
| 296119 | 2009 BU64              | 20 de gener de 2009  | Catalina             | CSS                    |
| 296120 | 2009 BK65              | 20 de gener de 2009  | Kitt Peak            | Spacewatch             |
| 296121 | 2009 BL65              | 20 de gener de 2009  | Kitt Peak            | Spacewatch             |
| 296122 | 2009 BA68              | 20 de gener de 2009  | Kitt Peak            | Spacewatch             |
| 296123 | 2009 BC68              | 20 de gener de 2009  | Kitt Peak            | Spacewatch             |
| 296124 | 2009 BL69              | 25 de gener de 2009  | Catalina             | CSS                    |
| 296125 | 2009 BQ70              | 25 de gener de 2009  | Catalina             | CSS                    |
| 296126 | 2009 BE71              | 26 de gener de 2009  | Purple Mountain      | PMO NEO Survey Program |
| 296127 | 2009 BN71              | 21 de gener de 2009  | Dauban               | F. Kugel               |
| 296128 | 2009 BQ72              | 28 de gener de 2009  | Dauban               | F. Kugel               |
| 296129 | 2009 BG73              | 29 de gener de 2009  | Calvin-Rehoboth      | L. A. Molnar           |
| 296130 | 2009 BT73              | 30 de gener de 2009  | Wildberg             | R. Apitzsch            |
| 296131 | 2009 BT75              | 24 de gener de 2009  | Purple Mountain      | PMO NEO Survey Program |
| 296132 | 2009 BS76              | 27 de gener de 2009  | Purple Mountain      | PMO NEO Survey Program |
| 296133 | 2009 BG77              | 18 de gener de 2009  | Sierra Stars         | W. G. Dillon           |
| 296134 | 2009 BN81              | 26 de gener de 2009  | Bergisch Gladbac     | W. Bickel              |
| 296135 | 2009 BS84              | 25 de gener de 2009  | Kitt Peak            | Spacewatch             |
| 296136 | 2009 BB86              | 25 de gener de 2009  | Kitt Peak            | Spacewatch             |
| 296137 | 2009 BU86              | 25 de gener de 2009  | Kitt Peak            | Spacewatch             |
| 296138 | 2009 BD87              | 25 de gener de 2009  | Kitt Peak            | Spacewatch             |
| 296139 | 2009 BB91              | 25 de gener de 2009  | Kitt Peak            | Spacewatch             |
| 296140 | 2009 BK91              | 25 de gener de 2009  | Kitt Peak            | Spacewatch             |
| 296141 | 2009 BR91              | 25 de gener de 2009  | Kitt Peak            | Spacewatch             |
| 296142 | 2009 BL92              | 25 de gener de 2009  | Kitt Peak            | Spacewatch             |
| 296143 | 2009 BG96              | 24 de gener de 2009  | Purple Mountain      | PMO NEO Survey Program |
| 296144 | 2009 BA97              | 25 de gener de 2009  | Catalina             | CSS                    |
| 296145 | 2009 BS97              | 25 de gener de 2009  | Kitt Peak            | Spacewatch             |
| 296146 | 2009 BE101             | 29 de gener de 2009  | Catalina             | CSS                    |
| 296147 | 2009 BA102             | 29 de gener de 2009  | Mount Lemmon         | Mt. Lemmon Survey      |
| 296148 | 2009 BD104             | 25 de gener de 2009  | Kitt Peak            | Spacewatch             |
| 296149 | 2009 BN104             | 25 de gener de 2009  | Kitt Peak            | Spacewatch             |
| 296150 | 2009 BE107             | 28 de gener de 2009  | Catalina             | CSS                    |
| 296151 | 2009 BQ108             | 29 de gener de 2009  | Mount Lemmon         | Mt. Lemmon Survey      |
| 296152 | 2009 BW109             | 30 de gener de 2009  | Mount Lemmon         | Mt. Lemmon Survey      |
| 296153 | 2009 BX109             | 30 de gener de 2009  | Mount Lemmon         | Mt. Lemmon Survey      |
| 296154 | 2009 BW112             | 31 de gener de 2009  | Mount Lemmon         | Mt. Lemmon Survey      |
| 296155 | 2009 BF113             | 24 de gener de 2009  | Cerro Burek          | Cerro Burek            |
| 296156 | 2009 BG114             | 26 de gener de 2009  | Mount Lemmon         | Mt. Lemmon Survey      |
| 296157 | 2009 BC115             | 26 de gener de 2009  | Purple Mountain      | PMO NEO Survey Program |
| 296158 | 2009 BF115             | 28 de gener de 2009  | Catalina             | CSS                    |
| 296159 | 2009 BX122             | 31 de gener de 2009  | Kitt Peak            | Spacewatch             |
| 296160 | 2009 BO123             | 31 de gener de 2009  | Kitt Peak            | Spacewatch             |
| 296161 | 2009 BX123             | 31 de gener de 2009  | Kitt Peak            | Spacewatch             |
| 296162 | 2009 BX126             | 29 de gener de 2009  | Kitt Peak            | Spacewatch             |
| 296163 | 2009 BJ127             | 29 de gener de 2009  | Kitt Peak            | Spacewatch             |
| 296164 | 2009 BV127             | 29 de gener de 2009  | Kitt Peak            | Spacewatch             |
| 296165 | 2009 BW127             | 29 de gener de 2009  | Kitt Peak            | Spacewatch             |
| 296166 | 2009 BT129             | 30 de gener de 2009  | Mount Lemmon         | Mt. Lemmon Survey      |
| 296167 | 2009 BO131             | 31 de gener de 2009  | Mount Lemmon         | Mt. Lemmon Survey      |
| 296168 | 2009 BS131             | 27 de gener de 2009  | Purple Mountain      | PMO NEO Survey Program |
| 296169 | 2009 BS133             | 29 de gener de 2009  | Kitt Peak            | Spacewatch             |
| 296170 | 2009 BX133             | 29 de gener de 2009  | Kitt Peak            | Spacewatch             |
| 296171 | 2009 BP134             | 29 de gener de 2009  | Kitt Peak            | Spacewatch             |
| 296172 | 2009 BE136             | 29 de gener de 2009  | Kitt Peak            | Spacewatch             |
| 296173 | 2009 BH136             | 29 de gener de 2009  | Kitt Peak            | Spacewatch             |
| 296174 | 2009 BK139             | 29 de gener de 2009  | Kitt Peak            | Spacewatch             |
| 296175 | 2009 BD143             | 30 de gener de 2009  | Kitt Peak            | Spacewatch             |
| 296176 | 2009 BT143             | 30 de gener de 2009  | Kitt Peak            | Spacewatch             |
| 296177 | 2009 BM149             | 31 de gener de 2009  | Mount Lemmon         | Mt. Lemmon Survey      |
| 296178 | 2009 BB150             | 31 de gener de 2009  | Kitt Peak            | Spacewatch             |
| 296179 | 2009 BM151             | 29 de gener de 2009  | Mount Lemmon         | Mt. Lemmon Survey      |
| 296180 | 2009 BO151             | 29 de gener de 2009  | Mount Lemmon         | Mt. Lemmon Survey      |
| 296181 | 2009 BH153             | 31 de gener de 2009  | Kitt Peak            | Spacewatch             |
| 296182 | 2009 BW153             | 31 de gener de 2009  | Kitt Peak            | Spacewatch             |
| 296183 | 2009 BU156             | 31 de gener de 2009  | Kitt Peak            | Spacewatch             |
| 296184 | 2009 BZ157             | 31 de gener de 2009  | Kitt Peak            | Spacewatch             |
| 296185 | 2009 BH159             | 31 de gener de 2009  | Kitt Peak            | Spacewatch             |
| 296186 | 2009 BK159             | 31 de gener de 2009  | Kitt Peak            | Spacewatch             |
| 296187 | 2009 BD160             | 30 de gener de 2009  | Mount Lemmon         | Mt. Lemmon Survey      |
| 296188 | 2009 BH161             | 31 de gener de 2009  | Kitt Peak            | Spacewatch             |
| 296189 | 2009 BO170             | 16 de gener de 2009  | Kitt Peak            | Spacewatch             |
| 296190 | 2009 BY170             | 16 de gener de 2009  | Kitt Peak            | Spacewatch             |
| 296191 | 2009 BB171             | 17 de gener de 2009  | Mount Lemmon         | Mt. Lemmon Survey      |
| 296192 | 2009 BU172             | 18 de gener de 2009  | Catalina             | CSS                    |
| 296193 | 2009 BQ176             | 31 de gener de 2009  | Kitt Peak            | Spacewatch             |
| 296194 | 2009 BA183             | 25 de gener de 2009  | Kitt Peak            | Spacewatch             |
| 296195 | 2009 BH183             | 25 de gener de 2009  | Catalina             | CSS                    |
| 296196 | 2009 BN183             | 25 de gener de 2009  | Kitt Peak            | Spacewatch             |
| 296197 | 2009 BN186             | 18 de gener de 2009  | Kitt Peak            | Spacewatch             |
| 296198 | 2009 BA187             | 25 de gener de 2009  | Kitt Peak            | Spacewatch             |
| 296199 | 2009 BH187             | 26 de gener de 2009  | Purple Mountain      | PMO NEO Survey Program |
| 296200 | 2009 BM187             | 30 de gener de 2009  | Mount Lemmon         | Mt. Lemmon Survey      |

## 296201-296300
| Nom    | Designació provisional | Data de descobriment   | Lloc de descobriment | Descobridor/s             |
| ------ | ---------------------- | ---------------------- | -------------------- | ------------------------- |
| 296201 | 2009 BN188             | 31 de gener de 2009    | Mount Lemmon         | Mt. Lemmon Survey         |
| 296202 | 2009 BO188             | 31 de gener de 2009    | Kitt Peak            | Spacewatch                |
| 296203 | 2009 BY188             | 18 de gener de 2009    | Catalina             | CSS                       |
| 296204 | 2009 BT189             | 20 de gener de 2009    | Mount Lemmon         | Mt. Lemmon Survey         |
| 296205 | 2009 CC1               | 1 de febrer de 2009    | Bisei SG Center      | BATTeRS                   |
| 296206 | 2009 CE1               | 1 de febrer de 2009    | Bisei SG Center      | BATTeRS                   |
| 296207 | 2009 CO2               | 2 de febrer de 2009    | Moletai              | K. Cernis, J. Zdanavicius |
| 296208 | 2009 CG5               | 13 de febrer de 2009   | Calar Alto           | F. Hormuth                |
| 296209 | 2009 CO7               | 1 de febrer de 2009    | Mount Lemmon         | Mt. Lemmon Survey         |
| 296210 | 2009 CQ12              | 2 de febrer de 2009    | Catalina             | CSS                       |
| 296211 | 2009 CB15              | 3 de febrer de 2009    | Kitt Peak            | Spacewatch                |
| 296212 | 2009 CK22              | 1 de febrer de 2009    | Kitt Peak            | Spacewatch                |
| 296213 | 2009 CL22              | 1 de febrer de 2009    | Kitt Peak            | Spacewatch                |
| 296214 | 2009 CM22              | 1 de febrer de 2009    | Kitt Peak            | Spacewatch                |
| 296215 | 2009 CN23              | 1 de febrer de 2009    | Kitt Peak            | Spacewatch                |
| 296216 | 2009 CE26              | 1 de febrer de 2009    | Kitt Peak            | Spacewatch                |
| 296217 | 2009 CQ26              | 1 de febrer de 2009    | Kitt Peak            | Spacewatch                |
| 296218 | 2009 CM27              | 1 de febrer de 2009    | Kitt Peak            | Spacewatch                |
| 296219 | 2009 CY27              | 1 de febrer de 2009    | Kitt Peak            | Spacewatch                |
| 296220 | 2009 CC28              | 1 de febrer de 2009    | Kitt Peak            | Spacewatch                |
| 296221 | 2009 CW28              | 1 de febrer de 2009    | Kitt Peak            | Spacewatch                |
| 296222 | 2009 CN29              | 1 de febrer de 2009    | Kitt Peak            | Spacewatch                |
| 296223 | 2009 CR33              | 2 de febrer de 2009    | Kitt Peak            | Spacewatch                |
| 296224 | 2009 CB35              | 2 de febrer de 2009    | Mount Lemmon         | Mt. Lemmon Survey         |
| 296225 | 2009 CQ36              | 3 de febrer de 2009    | Kitt Peak            | Spacewatch                |
| 296226 | 2009 CH38              | 13 de febrer de 2009   | Kitt Peak            | Spacewatch                |
| 296227 | 2009 CK38              | 13 de febrer de 2009   | Kitt Peak            | Spacewatch                |
| 296228 | 2009 CB39              | 13 de febrer de 2009   | Kitt Peak            | Spacewatch                |
| 296229 | 2009 CC44              | 14 de febrer de 2009   | Kitt Peak            | Spacewatch                |
| 296230 | 2009 CG44              | 14 de febrer de 2009   | Kitt Peak            | Spacewatch                |
| 296231 | 2009 CR45              | 14 de febrer de 2009   | Kitt Peak            | Spacewatch                |
| 296232 | 2009 CS47              | 14 de febrer de 2009   | Kitt Peak            | Spacewatch                |
| 296233 | 2009 CQ50              | 14 de febrer de 2009   | La Sagra             | La Sagra                  |
| 296234 | 2009 CD51              | 14 de febrer de 2009   | La Sagra             | La Sagra                  |
| 296235 | 2009 CK51              | 14 de febrer de 2009   | La Sagra             | La Sagra                  |
| 296236 | 2009 CF54              | 13 de febrer de 2009   | Kitt Peak            | Spacewatch                |
| 296237 | 2009 CA56              | 1 de febrer de 2009    | Kitt Peak            | Spacewatch                |
| 296238 | 2009 CW57              | 2 de febrer de 2009    | Mount Lemmon         | Mt. Lemmon Survey         |
| 296239 | 2009 CY59              | 4 de febrer de 2009    | Mount Lemmon         | Mt. Lemmon Survey         |
| 296240 | 2009 CE60              | 14 de febrer de 2009   | La Sagra             | La Sagra                  |
| 296241 | 2009 CN60              | 3 de febrer de 2009    | Mount Lemmon         | Mt. Lemmon Survey         |
| 296242 | 2009 DW6               | 17 de febrer de 2009   | Kitt Peak            | Spacewatch                |
| 296243 | 2009 DZ11              | 18 de febrer de 2009   | Socorro              | LINEAR                    |
| 296244 | 2009 DA12              | 22 de febrer de 2009   | Catalina             | CSS                       |
| 296245 | 2009 DQ12              | 16 de febrer de 2009   | Kitt Peak            | Spacewatch                |
| 296246 | 2009 DN13              | 16 de febrer de 2009   | Kitt Peak            | Spacewatch                |
| 296247 | 2009 DA15              | 20 de febrer de 2009   | Calvin-Rehoboth      | Calvin College            |
| 296248 | 2009 DL17              | 17 de febrer de 2009   | Kitt Peak            | Spacewatch                |
| 296249 | 2009 DR18              | 19 de febrer de 2009   | Mount Lemmon         | Mt. Lemmon Survey         |
| 296250 | 2009 DC20              | 16 de febrer de 2009   | Catalina             | CSS                       |
| 296251 | 2009 DH21              | 19 de febrer de 2009   | Kitt Peak            | Spacewatch                |
| 296252 | 2009 DK23              | 19 de febrer de 2009   | Kitt Peak            | Spacewatch                |
| 296253 | 2009 DM23              | 19 de febrer de 2009   | Kitt Peak            | Spacewatch                |
| 296254 | 2009 DP23              | 20 de febrer de 2009   | Kitt Peak            | Spacewatch                |
| 296255 | 2009 DU23              | 20 de febrer de 2009   | Mount Lemmon         | Mt. Lemmon Survey         |
| 296256 | 2009 DB28              | 22 de febrer de 2009   | Calar Alto           | F. Hormuth                |
| 296257 | 2009 DQ31              | 20 de febrer de 2009   | Kitt Peak            | Spacewatch                |
| 296258 | 2009 DW32              | 20 de febrer de 2009   | Kitt Peak            | Spacewatch                |
| 296259 | 2009 DP33              | 20 de febrer de 2009   | Kitt Peak            | Spacewatch                |
| 296260 | 2009 DM34              | 20 de febrer de 2009   | Kitt Peak            | Spacewatch                |
| 296261 | 2009 DX34              | 20 de febrer de 2009   | Kitt Peak            | Spacewatch                |
| 296262 | 2009 DA35              | 20 de febrer de 2009   | Kitt Peak            | Spacewatch                |
| 296263 | 2009 DO35              | 20 de febrer de 2009   | Kitt Peak            | Spacewatch                |
| 296264 | 2009 DH36              | 22 de febrer de 2009   | Mount Lemmon         | Mt. Lemmon Survey         |
| 296265 | 2009 DY38              | 19 de febrer de 2009   | Catalina             | CSS                       |
| 296266 | 2009 DO39              | 19 de febrer de 2009   | Dauban               | F. Kugel                  |
| 296267 | 2009 DY40              | 16 de febrer de 2009   | La Sagra             | La Sagra                  |
| 296268 | 2009 DA41              | 17 de febrer de 2009   | La Sagra             | La Sagra                  |
| 296269 | 2009 DZ41              | 19 de febrer de 2009   | La Sagra             | La Sagra                  |
| 296270 | 2009 DO43              | 19 de febrer de 2009   | Kitt Peak            | Spacewatch                |
| 296271 | 2009 DH45              | 26 de febrer de 2009   | Socorro              | LINEAR                    |
| 296272 | 2009 DU45              | 23 de febrer de 2009   | Socorro              | LINEAR                    |
| 296273 | 2009 DX45              | 23 de febrer de 2009   | Socorro              | LINEAR                    |
| 296274 | 2009 DV47              | 28 de febrer de 2009   | Wildberg             | R. Apitzsch               |
| 296275 | 2009 DD48              | 26 de febrer de 2009   | Socorro              | LINEAR                    |
| 296276 | 2009 DN51              | 21 de febrer de 2009   | Kitt Peak            | Spacewatch                |
| 296277 | 2009 DB55              | 22 de febrer de 2009   | Kitt Peak            | Spacewatch                |
| 296278 | 2009 DD57              | 22 de febrer de 2009   | Kitt Peak            | Spacewatch                |
| 296279 | 2009 DG58              | 22 de febrer de 2009   | Kitt Peak            | Spacewatch                |
| 296280 | 2009 DH61              | 22 de febrer de 2009   | Kitt Peak            | Spacewatch                |
| 296281 | 2009 DL61              | 22 de febrer de 2009   | Kitt Peak            | Spacewatch                |
| 296282 | 2009 DP65              | 22 de febrer de 2009   | Mount Lemmon         | Mt. Lemmon Survey         |
| 296283 | 2009 DQ69              | 26 de febrer de 2009   | Catalina             | CSS                       |
| 296284 | 2009 DF71              | 17 de febrer de 2009   | Kitt Peak            | Spacewatch                |
| 296285 | 2009 DD73              | 25 de febrer de 2009   | Crni Vrh             | Crni Vrh                  |
| 296286 | 2009 DF73              | 12 de setembre de 2006 | Catalina             | CSS                       |
| 296287 | 2009 DV74              | 26 de febrer de 2009   | Kitt Peak            | Spacewatch                |
| 296288 | 2009 DE75              | 19 de febrer de 2009   | Kitt Peak            | Spacewatch                |
| 296289 | 2009 DY77              | 24 de febrer de 2009   | La Sagra             | La Sagra                  |
| 296290 | 2009 DE82              | 24 de febrer de 2009   | Kitt Peak            | Spacewatch                |
| 296291 | 2009 DU83              | 24 de febrer de 2009   | Kitt Peak            | Spacewatch                |
| 296292 | 2009 DA86              | 27 de febrer de 2009   | Kitt Peak            | Spacewatch                |
| 296293 | 2009 DD89              | 24 de febrer de 2009   | Kitt Peak            | Spacewatch                |
| 296294 | 2009 DL89              | 24 de febrer de 2009   | Mount Lemmon         | Mt. Lemmon Survey         |
| 296295 | 2009 DN90              | 26 de febrer de 2009   | Catalina             | CSS                       |
| 296296 | 2009 DW104             | 26 de febrer de 2009   | Kitt Peak            | Spacewatch                |
| 296297 | 2009 DT106             | 28 de febrer de 2009   | Kitt Peak            | Spacewatch                |
| 296298 | 2009 DQ107             | 23 de febrer de 2009   | La Sagra             | La Sagra                  |
| 296299 | 2009 DF113             | 27 de febrer de 2009   | Kitt Peak            | Spacewatch                |
| 296300 | 2009 DA120             | 27 de febrer de 2009   | Kitt Peak            | Spacewatch                |

## 296301-296400
| Nom    | Designació provisional | Data de descobriment | Lloc de descobriment | Descobridor/s          |
| ------ | ---------------------- | -------------------- | -------------------- | ---------------------- |
| 296301 | 2009 DU121             | 27 de febrer de 2009 | Kitt Peak            | Spacewatch             |
| 296302 | 2009 DN123             | 24 de febrer de 2009 | Catalina             | CSS                    |
| 296303 | 2009 DH125             | 19 de febrer de 2009 | Kitt Peak            | Spacewatch             |
| 296304 | 2009 DH126             | 19 de febrer de 2009 | Kitt Peak            | Spacewatch             |
| 296305 | 2009 DP126             | 20 de febrer de 2009 | Kitt Peak            | Spacewatch             |
| 296306 | 2009 DS127             | 20 de febrer de 2009 | Kitt Peak            | Spacewatch             |
| 296307 | 2009 DU127             | 20 de febrer de 2009 | Kitt Peak            | Spacewatch             |
| 296308 | 2009 DV128             | 24 de febrer de 2009 | Catalina             | CSS                    |
| 296309 | 2009 DX128             | 24 de febrer de 2009 | Kitt Peak            | Spacewatch             |
| 296310 | 2009 DC131             | 20 de febrer de 2009 | Mount Lemmon         | Mt. Lemmon Survey      |
| 296311 | 2009 DS131             | 19 de febrer de 2009 | Kitt Peak            | Spacewatch             |
| 296312 | 2009 DW133             | 28 de febrer de 2009 | Kitt Peak            | Spacewatch             |
| 296313 | 2009 DJ134             | 28 de febrer de 2009 | Kitt Peak            | Spacewatch             |
| 296314 | 2009 DG137             | 19 de febrer de 2009 | Kitt Peak            | Spacewatch             |
| 296315 | 2009 DK137             | 24 de febrer de 2009 | Kitt Peak            | Spacewatch             |
| 296316 | 2009 DB140             | 19 de febrer de 2009 | Kitt Peak            | Spacewatch             |
| 296317 | 2009 DL140             | 21 de febrer de 2009 | Kitt Peak            | Spacewatch             |
| 296318 | 2009 EN2               | 3 de març de 2009    | Catalina             | CSS                    |
| 296319 | 2009 EE3               | 5 de març de 2009    | Great Shefford       | P. Birtwhistle         |
| 296320 | 2009 EX7               | 2 de març de 2009    | Mount Lemmon         | Mt. Lemmon Survey      |
| 296321 | 2009 EM11              | 11 de gener de 2008  | Kitt Peak            | Spacewatch             |
| 296322 | 2009 ER14              | 15 de març de 2009   | Kitt Peak            | Spacewatch             |
| 296323 | 2009 ES14              | 15 de març de 2009   | Kitt Peak            | Spacewatch             |
| 296324 | 2009 ES15              | 15 de març de 2009   | Kitt Peak            | Spacewatch             |
| 296325 | 2009 EG16              | 15 de març de 2009   | Kitt Peak            | Spacewatch             |
| 296326 | 2009 EX16              | 15 de març de 2009   | Kitt Peak            | Spacewatch             |
| 296327 | 2009 EN17              | 15 de març de 2009   | Catalina             | CSS                    |
| 296328 | 2009 EU19              | 15 de març de 2009   | Mount Lemmon         | Mt. Lemmon Survey      |
| 296329 | 2009 EW19              | 15 de març de 2009   | Mount Lemmon         | Mt. Lemmon Survey      |
| 296330 | 2009 EF20              | 15 de març de 2009   | La Sagra             | La Sagra               |
| 296331 | 2009 EO21              | 15 de març de 2009   | Kitt Peak            | Spacewatch             |
| 296332 | 2009 EC22              | 2 de març de 2009    | Mount Lemmon         | Mt. Lemmon Survey      |
| 296333 | 2009 EZ22              | 3 de març de 2009    | Mount Lemmon         | Mt. Lemmon Survey      |
| 296334 | 2009 EQ24              | 2 de març de 2009    | Mount Lemmon         | Mt. Lemmon Survey      |
| 296335 | 2009 EM25              | 3 de març de 2009    | Mount Lemmon         | Mt. Lemmon Survey      |
| 296336 | 2009 EA26              | 8 de març de 2009    | Mount Lemmon         | Mt. Lemmon Survey      |
| 296337 | 2009 EQ28              | 3 de març de 2009    | Catalina             | CSS                    |
| 296338 | 2009 EL29              | 2 de març de 2009    | Mount Lemmon         | Mt. Lemmon Survey      |
| 296339 | 2009 EC31              | 2 de març de 2009    | Kitt Peak            | Spacewatch             |
| 296340 | 2009 FO                | 17 de març de 2009   | Catalina             | CSS                    |
| 296341 | 2009 FE1               | 16 de març de 2009   | Purple Mountain      | PMO NEO Survey Program |
| 296342 | 2009 FV3               | 18 de març de 2009   | Dauban               | F. Kugel               |
| 296343 | 2009 FX3               | 18 de març de 2009   | La Sagra             | La Sagra               |
| 296344 | 2009 FJ4               | 18 de març de 2009   | La Sagra             | La Sagra               |
| 296345 | 2009 FR4               | 19 de març de 2009   | Tzec Maun            | L. Elenin              |
| 296346 | 2009 FO7               | 16 de març de 2009   | Kitt Peak            | Spacewatch             |
| 296347 | 2009 FA9               | 16 de març de 2009   | Mount Lemmon         | Mt. Lemmon Survey      |
| 296348 | 2009 FE9               | 16 de març de 2009   | Mount Lemmon         | Mt. Lemmon Survey      |
| 296349 | 2009 FN9               | 16 de març de 2009   | Purple Mountain      | PMO NEO Survey Program |
| 296350 | 2009 FJ11              | 17 de març de 2009   | Kitt Peak            | Spacewatch             |
| 296351 | 2009 FZ18              | 20 de març de 2009   | Lulin                | LUSS                   |
| 296352 | 2009 FA22              | 18 de març de 2009   | Kitt Peak            | Spacewatch             |
| 296353 | 2009 FG22              | 18 de març de 2009   | Kitt Peak            | Spacewatch             |
| 296354 | 2009 FH22              | 18 de març de 2009   | Kitt Peak            | Spacewatch             |
| 296355 | 2009 FO22              | 19 de març de 2009   | Kitt Peak            | Spacewatch             |
| 296356 | 2009 FE23              | 20 de març de 2009   | Bergisch Gladbac     | W. Bickel              |
| 296357 | 2009 FN23              | 21 de març de 2009   | Mount Lemmon         | Mt. Lemmon Survey      |
| 296358 | 2009 FD25              | 22 de març de 2009   | La Sagra             | La Sagra               |
| 296359 | 2009 FK25              | 21 de març de 2009   | Catalina             | CSS                    |
| 296360 | 2009 FM25              | 20 de març de 2009   | La Sagra             | La Sagra               |
| 296361 | 2009 FQ25              | 22 de març de 2009   | Hibiscus             | N. Teamo               |
| 296362 | 2009 FU25              | 21 de març de 2009   | Taunus               | E. Schwab, R. Kling    |
| 296363 | 2009 FH26              | 17 de març de 2009   | Kitt Peak            | Spacewatch             |
| 296364 | 2009 FE27              | 19 de març de 2009   | Mount Lemmon         | Mt. Lemmon Survey      |
| 296365 | 2009 FZ29              | 25 de març de 2009   | Kanab                | E. Sheridan            |
| 296366 | 2009 FD30              | 23 de març de 2009   | Hibiscus             | N. Teamo               |
| 296367 | 2009 FF31              | 24 de març de 2009   | La Sagra             | La Sagra               |
| 296368 | 2009 FM37              | 24 de març de 2009   | Mount Lemmon         | Mt. Lemmon Survey      |
| 296369 | 2009 FP37              | 6 d'octubre de 1999  | Kitt Peak            | Spacewatch             |
| 296370 | 2009 FS39              | 27 de març de 2009   | Catalina             | CSS                    |
| 296371 | 2009 FF42              | 28 de març de 2009   | Kitt Peak            | Spacewatch             |
| 296372 | 2009 FH42              | 28 de març de 2009   | Kitt Peak            | Spacewatch             |
| 296373 | 2009 FK43              | 30 de març de 2009   | Sierra Stars         | F. Tozzi               |
| 296374 | 2009 FA44              | 29 de març de 2009   | Bergisch Gladbac     | W. Bickel              |
| 296375 | 2009 FU44              | 22 de març de 2009   | Mount Lemmon         | Mt. Lemmon Survey      |
| 296376 | 2009 FW44              | 24 de març de 2009   | Kitt Peak            | Spacewatch             |
| 296377 | 2009 FD46              | 28 de març de 2009   | Kitt Peak            | Spacewatch             |
| 296378 | 2009 FU46              | 27 de març de 2009   | Kitt Peak            | Spacewatch             |
| 296379 | 2009 FW48              | 26 de març de 2009   | Mount Lemmon         | Mt. Lemmon Survey      |
| 296380 | 2009 FV52              | 29 de març de 2009   | Kitt Peak            | Spacewatch             |
| 296381 | 2009 FM53              | 29 de març de 2009   | Kitt Peak            | Spacewatch             |
| 296382 | 2009 FF56              | 19 de març de 2009   | Catalina             | CSS                    |
| 296383 | 2009 FB57              | 29 de març de 2009   | Catalina             | CSS                    |
| 296384 | 2009 FW57              | 17 de març de 2009   | Kitt Peak            | Spacewatch             |
| 296385 | 2009 FY57              | 17 de març de 2009   | Kitt Peak            | Spacewatch             |
| 296386 | 2009 FK64              | 31 de març de 2009   | Mount Lemmon         | Mt. Lemmon Survey      |
| 296387 | 2009 FX64              | 16 de març de 2009   | Kitt Peak            | Spacewatch             |
| 296388 | 2009 FE65              | 18 de març de 2009   | Kitt Peak            | Spacewatch             |
| 296389 | 2009 FD68              | 28 de març de 2009   | Kitt Peak            | Spacewatch             |
| 296390 | 2009 FR68              | 17 de març de 2009   | Kitt Peak            | Spacewatch             |
| 296391 | 2009 FJ70              | 19 de març de 2009   | Kitt Peak            | Spacewatch             |
| 296392 | 2009 FN70              | 19 de març de 2009   | Mount Lemmon         | Mt. Lemmon Survey      |
| 296393 | 2009 FQ70              | 21 de març de 2009   | Kitt Peak            | Spacewatch             |
| 296394 | 2009 FE71              | 29 de març de 2009   | Kitt Peak            | Spacewatch             |
| 296395 | 2009 FF71              | 29 de març de 2009   | Kitt Peak            | Spacewatch             |
| 296396 | 2009 FW71              | 16 de març de 2009   | Kitt Peak            | Spacewatch             |
| 296397 | 2009 FS72              | 18 de març de 2009   | Mount Lemmon         | Mt. Lemmon Survey      |
| 296398 | 2009 FU72              | 19 de març de 2009   | Kitt Peak            | Spacewatch             |
| 296399 | 2009 FJ74              | 31 de març de 2009   | Mount Lemmon         | Mt. Lemmon Survey      |
| 296400 | 2009 FO74              | 17 de març de 2009   | Siding Spring        | Siding Spring Survey   |

## 296401-296500
| Nom    | Designació provisional | Data de descobriment | Lloc de descobriment | Descobridor/s             |
| ------ | ---------------------- | -------------------- | -------------------- | ------------------------- |
| 296401 | 2009 FF75              | 17 de març de 2009   | Kitt Peak            | Spacewatch                |
| 296402 | 2009 GF1               | 3 d'abril de 2009    | Cerro Burek          | Cerro Burek               |
| 296403 | 2009 GQ1               | 5 d'abril de 2009    | Cerro Burek          | Cerro Burek               |
| 296404 | 2009 GT1               | 12 d'abril de 2009   | Altschwendt          | W. Ries                   |
| 296405 | 2009 GE2               | 5 d'abril de 2009    | La Sagra             | La Sagra                  |
| 296406 | 2009 GO3               | 15 d'abril de 2009   | Socorro              | LINEAR                    |
| 296407 | 2009 GY3               | 5 d'abril de 2009    | Cerro Burek          | Cerro Burek               |
| 296408 | 2009 GV4               | 15 d'abril de 2009   | Siding Spring        | Siding Spring Survey      |
| 296409 | 2009 GC5               | 2 d'abril de 2009    | Kitt Peak            | Spacewatch                |
| 296410 | 2009 GK5               | 2 d'abril de 2009    | Siding Spring        | Siding Spring Survey      |
| 296411 | 2009 GX5               | 2 d'abril de 2009    | Mount Lemmon         | Mt. Lemmon Survey         |
| 296412 | 2009 HA1               | 16 d'abril de 2009   | Catalina             | CSS                       |
| 296413 | 2009 HO1               | 17 d'abril de 2009   | Kitt Peak            | Spacewatch                |
| 296414 | 2009 HT1               | 17 d'abril de 2009   | Catalina             | CSS                       |
| 296415 | 2009 HF3               | 16 d'abril de 2009   | Catalina             | CSS                       |
| 296416 | 2009 HK3               | 16 d'abril de 2009   | Kitt Peak            | Spacewatch                |
| 296417 | 2009 HT3               | 17 d'abril de 2009   | Kitt Peak            | Spacewatch                |
| 296418 | 2009 HE4               | 17 d'abril de 2009   | Kitt Peak            | Spacewatch                |
| 296419 | 2009 HT4               | 17 d'abril de 2009   | Kitt Peak            | Spacewatch                |
| 296420 | 2009 HT14              | 18 d'abril de 2009   | Kitt Peak            | Spacewatch                |
| 296421 | 2009 HQ18              | 19 d'abril de 2009   | Kitt Peak            | Spacewatch                |
| 296422 | 2009 HY18              | 19 d'abril de 2009   | Mount Lemmon         | Mt. Lemmon Survey         |
| 296423 | 2009 HO22              | 17 d'abril de 2009   | Kitt Peak            | Spacewatch                |
| 296424 | 2009 HM31              | 19 d'abril de 2009   | Kitt Peak            | Spacewatch                |
| 296425 | 2009 HZ35              | 20 d'abril de 2009   | Socorro              | LINEAR                    |
| 296426 | 2009 HQ36              | 20 d'abril de 2009   | La Sagra             | La Sagra                  |
| 296427 | 2009 HD37              | 17 d'abril de 2009   | Catalina             | CSS                       |
| 296428 | 2009 HM39              | 18 d'abril de 2009   | Mount Lemmon         | Mt. Lemmon Survey         |
| 296429 | 2009 HB41              | 20 d'abril de 2009   | Kitt Peak            | Spacewatch                |
| 296430 | 2009 HU41              | 20 d'abril de 2009   | Kitt Peak            | Spacewatch                |
| 296431 | 2009 HS42              | 20 d'abril de 2009   | Kitt Peak            | Spacewatch                |
| 296432 | 2009 HN43              | 20 d'abril de 2009   | Kitt Peak            | Spacewatch                |
| 296433 | 2009 HG45              | 21 d'abril de 2009   | La Sagra             | La Sagra                  |
| 296434 | 2009 HD47              | 18 d'abril de 2009   | Kitt Peak            | Spacewatch                |
| 296435 | 2009 HH48              | 19 d'abril de 2009   | Kitt Peak            | Spacewatch                |
| 296436 | 2009 HJ48              | 19 d'abril de 2009   | Kitt Peak            | Spacewatch                |
| 296437 | 2009 HY48              | 19 d'abril de 2009   | Kitt Peak            | Spacewatch                |
| 296438 | 2009 HZ48              | 19 d'abril de 2009   | Kitt Peak            | Spacewatch                |
| 296439 | 2009 HA49              | 19 d'abril de 2009   | Kitt Peak            | Spacewatch                |
| 296440 | 2009 HP51              | 21 d'abril de 2009   | Kitt Peak            | Spacewatch                |
| 296441 | 2009 HQ51              | 21 d'abril de 2009   | Kitt Peak            | Spacewatch                |
| 296442 | 2009 HV53              | 20 d'abril de 2009   | Kitt Peak            | Spacewatch                |
| 296443 | 2009 HL54              | 20 d'abril de 2009   | Kitt Peak            | Spacewatch                |
| 296444 | 2009 HS54              | 20 d'abril de 2009   | Kitt Peak            | Spacewatch                |
| 296445 | 2009 HQ57              | 20 d'abril de 2009   | La Sagra             | La Sagra                  |
| 296446 | 2009 HF58              | 24 d'abril de 2009   | Gaisberg             | R. Gierlinger             |
| 296447 | 2009 HG58              | 21 d'abril de 2009   | La Sagra             | La Sagra                  |
| 296448 | 2009 HE59              | 21 d'abril de 2009   | Bergisch Gladbac     | W. Bickel                 |
| 296449 | 2009 HM59              | 23 d'abril de 2009   | La Sagra             | La Sagra                  |
| 296450 | 2009 HL64              | 22 d'abril de 2009   | Kitt Peak            | Spacewatch                |
| 296451 | 2009 HS64              | 23 d'abril de 2009   | Kitt Peak            | Spacewatch                |
| 296452 | 2009 HY64              | 23 d'abril de 2009   | Kitt Peak            | Spacewatch                |
| 296453 | 2009 HD65              | 23 d'abril de 2009   | Kitt Peak            | Spacewatch                |
| 296454 | 2009 HJ65              | 23 d'abril de 2009   | Kitt Peak            | Spacewatch                |
| 296455 | 2009 HR73              | 18 d'abril de 2009   | Catalina             | CSS                       |
| 296456 | 2009 HY73              | 19 d'abril de 2009   | Catalina             | CSS                       |
| 296457 | 2009 HQ76              | 26 d'abril de 2009   | Siding Spring        | Siding Spring Survey      |
| 296458 | 2009 HJ79              | 26 d'abril de 2009   | Kitt Peak            | Spacewatch                |
| 296459 | 2009 HN79              | 26 d'abril de 2009   | Kitt Peak            | Spacewatch                |
| 296460 | 2009 HQ80              | 28 d'abril de 2009   | Catalina             | CSS                       |
| 296461 | 2009 HY80              | 29 d'abril de 2009   | Mount Lemmon         | Mt. Lemmon Survey         |
| 296462 | 2009 HZ81              | 23 d'abril de 2009   | Zadko                | M. Todd                   |
| 296463 | 2009 HT83              | 27 d'abril de 2009   | Kitt Peak            | Spacewatch                |
| 296464 | 2009 HC84              | 27 d'abril de 2009   | Kitt Peak            | Spacewatch                |
| 296465 | 2009 HK88              | 24 d'abril de 2009   | La Sagra             | La Sagra                  |
| 296466 | 2009 HU88              | 23 d'abril de 2009   | La Sagra             | La Sagra                  |
| 296467 | 2009 HO89              | 30 d'abril de 2009   | La Sagra             | La Sagra                  |
| 296468 | 2009 HV90              | 20 d'abril de 2009   | Mount Lemmon         | Mt. Lemmon Survey         |
| 296469 | 2009 HB91              | 22 d'abril de 2009   | La Sagra             | La Sagra                  |
| 296470 | 2009 HG92              | 29 d'abril de 2009   | Kitt Peak            | Spacewatch                |
| 296471 | 2009 HS93              | 30 d'abril de 2009   | Kitt Peak            | Spacewatch                |
| 296472 | 2009 HA94              | 28 d'abril de 2009   | Moletai              | K. Cernis, J. Zdanavicius |
| 296473 | 2009 HX95              | 20 d'abril de 2009   | Mount Lemmon         | Mt. Lemmon Survey         |
| 296474 | 2009 HN97              | 17 d'abril de 2009   | Kitt Peak            | Spacewatch                |
| 296475 | 2009 HA98              | 19 d'abril de 2009   | Catalina             | CSS                       |
| 296476 | 2009 HB98              | 19 d'abril de 2009   | Kitt Peak            | Spacewatch                |
| 296477 | 2009 HS99              | 22 d'abril de 2009   | Mount Lemmon         | Mt. Lemmon Survey         |
| 296478 | 2009 HP101             | 19 d'abril de 2009   | Kitt Peak            | Spacewatch                |
| 296479 | 2009 HR101             | 20 d'abril de 2009   | Kitt Peak            | Spacewatch                |
| 296480 | 2009 HW101             | 18 d'abril de 2009   | Kitt Peak            | Spacewatch                |
| 296481 | 2009 HM102             | 22 d'abril de 2009   | Mount Lemmon         | Mt. Lemmon Survey         |
| 296482 | 2009 HX102             | 17 d'abril de 2009   | Kitt Peak            | Spacewatch                |
| 296483 | 2009 HJ103             | 18 d'abril de 2009   | Kitt Peak            | Spacewatch                |
| 296484 | 2009 HW103             | 20 d'abril de 2009   | Kitt Peak            | Spacewatch                |
| 296485 | 2009 HP104             | 29 d'abril de 2009   | Kitt Peak            | Spacewatch                |
| 296486 | 2009 HT105             | 29 d'abril de 2009   | Kitt Peak            | Spacewatch                |
| 296487 | 2009 HX105             | 30 d'abril de 2009   | Mount Lemmon         | Mt. Lemmon Survey         |
| 296488 | 2009 JX                | 3 de maig de 2009    | La Sagra             | La Sagra                  |
| 296489 | 2009 JY                | 4 de maig de 2009    | La Sagra             | La Sagra                  |
| 296490 | 2009 JD1               | 4 de maig de 2009    | La Sagra             | La Sagra                  |
| 296491 | 2009 JH1               | 2 de maig de 2009    | La Sagra             | La Sagra                  |
| 296492 | 2009 JS1               | 2 de maig de 2009    | Purple Mountain      | PMO NEO Survey Program    |
| 296493 | 2009 JB2               | 2 de maig de 2009    | Kitt Peak            | Spacewatch                |
| 296494 | 2009 JC2               | 2 de maig de 2009    | Siding Spring        | Siding Spring Survey      |
| 296495 | 2009 JF4               | 14 de maig de 2009   | Mayhill              | A. Lowe                   |
| 296496 | 2009 JL6               | 13 de maig de 2009   | Kitt Peak            | Spacewatch                |
| 296497 | 2009 JY10              | 14 de maig de 2009   | Kitt Peak            | Spacewatch                |
| 296498 | 2009 JB12              | 15 de maig de 2009   | Catalina             | CSS                       |
| 296499 | 2009 JO15              | 3 de maig de 2009    | Mount Lemmon         | Mt. Lemmon Survey         |
| 296500 | 2009 JZ15              | 13 de maig de 2009   | Kitt Peak            | Spacewatch                |

## 296501-296600
| Nom                | Designació provisional | Data de descobriment   | Lloc de descobriment | Descobridor/s            |
| ------------------ | ---------------------- | ---------------------- | -------------------- | ------------------------ |
| 296501             | 2009 JL16              | 15 de maig de 2009     | Kitt Peak            | Spacewatch               |
| 296502             | 2009 JM16              | 15 de maig de 2009     | Kitt Peak            | Spacewatch               |
| 296503             | 2009 KW                | 16 de maig de 2009     | Sierra Stars         | R. Matson                |
| 296504             | 2009 KM1               | 18 de maig de 2009     | Mayhill              | A. Lowe                  |
| 296505             | 2009 KJ2               | 19 de maig de 2009     | Tzec Maun            | F. Tozzi                 |
| 296506             | 2009 KL3               | 23 de maig de 2009     | Sierra Stars         | R. Matson                |
| 296507             | 2009 KL4               | 24 de maig de 2009     | Kitt Peak            | Spacewatch               |
| 296508             | 2009 KA8               | 27 de maig de 2009     | La Sagra             | La Sagra                 |
| 296509             | 2009 KN9               | 25 de maig de 2009     | Kitt Peak            | Spacewatch               |
| 296510             | 2009 KL11              | 25 de maig de 2009     | Kitt Peak            | Spacewatch               |
| 296511             | 2009 KF19              | 28 de maig de 2009     | Mount Lemmon         | Mt. Lemmon Survey        |
| 296512             | 2009 KW19              | 28 de maig de 2009     | Kitt Peak            | Spacewatch               |
| 296513             | 2009 KB22              | 25 de maig de 2009     | Mount Lemmon         | Mt. Lemmon Survey        |
| 296514             | 2009 KK24              | 27 de maig de 2009     | Kitt Peak            | Spacewatch               |
| 296515             | 2009 KJ28              | 30 de maig de 2009     | Mount Lemmon         | Mt. Lemmon Survey        |
| 296516             | 2009 LJ                | 2 de juny de 2009      | Skylive              | F. Tozzi                 |
| 296517             | 2009 LC1               | 12 de juny de 2009     | Kitt Peak            | Spacewatch               |
| 296518             | 2009 LK5               | 13 de juny de 2009     | Bergisch Gladbac     | W. Bickel                |
| 296519             | 2009 LG6               | 15 de juny de 2009     | Mount Lemmon         | Mt. Lemmon Survey        |
| 296520             | 2009 MO                | 17 de juny de 2009     | Mount Lemmon         | Mt. Lemmon Survey        |
| 296521             | 2009 MZ8               | 29 de juny de 2009     | Eskridge             | G. Hug                   |
| 296522             | 2009 OB                | 16 de juliol de 2009   | La Sagra             | La Sagra                 |
| 296523             | 2009 OT                | 18 de juliol de 2009   | La Sagra             | La Sagra                 |
| 296524             | 2009 OU1               | 19 de juliol de 2009   | Crni Vrh             | Crni Vrh                 |
| 296525 Milanovskiy | 2009 OU2               | 20 de juliol de 2009   | Zelenchukskaya S     | T. V. Kryachko           |
| 296526             | 2009 OW5               | 26 de juliol de 2009   | Dauban               | F. Kugel                 |
| 296527             | 2009 OG7               | 27 de juliol de 2009   | Catalina             | CSS                      |
| 296528             | 2009 OM8               | 19 de juliol de 2009   | La Sagra             | La Sagra                 |
| 296529             | 2009 OL9               | 28 de juliol de 2009   | La Sagra             | La Sagra                 |
| 296530             | 2009 OV9               | 28 de juliol de 2009   | Tzec Maun            | E. Schwab                |
| 296531             | 2009 OF10              | 29 de juliol de 2009   | La Sagra             | La Sagra                 |
| 296532             | 2009 OW10              | 28 de juliol de 2009   | Catalina             | CSS                      |
| 296533             | 2009 OM12              | 27 de juliol de 2009   | Kitt Peak            | Spacewatch               |
| 296534             | 2009 OG16              | 28 de juliol de 2009   | Kitt Peak            | Spacewatch               |
| 296535             | 2009 OA18              | 28 de juliol de 2009   | Kitt Peak            | Spacewatch               |
| 296536             | 2009 OC18              | 28 de juliol de 2009   | Kitt Peak            | Spacewatch               |
| 296537             | 2009 OK19              | 28 de juliol de 2009   | Kitt Peak            | Spacewatch               |
| 296538             | 2009 OF20              | 29 de juliol de 2009   | La Sagra             | La Sagra                 |
| 296539             | 2009 OM22              | 25 de juliol de 2009   | La Sagra             | La Sagra                 |
| 296540             | 2009 OE23              | 20 de juliol de 2009   | Siding Spring        | Siding Spring Survey     |
| 296541             | 2009 OP23              | 28 de juliol de 2009   | Kitt Peak            | Spacewatch               |
| 296542             | 2009 OY24              | 24 de juliol de 2009   | Socorro              | LINEAR                   |
| 296543             | 2009 PA1               | 11 d'agost de 2009     | Socorro              | LINEAR                   |
| 296544             | 2009 PC2               | 15 d'agost de 2009     | Mayhill              | A. Lowe                  |
| 296545             | 2009 PH5               | 15 d'agost de 2009     | La Sagra             | La Sagra                 |
| 296546             | 2009 PE9               | 15 d'agost de 2009     | Kitt Peak            | Spacewatch               |
| 296547             | 2009 PO10              | 28 de desembre de 2005 | Catalina             | CSS                      |
| 296548             | 2009 PG15              | 15 d'agost de 2009     | Catalina             | CSS                      |
| 296549             | 2009 PY19              | 1 d'agost de 2009      | Catalina             | CSS                      |
| 296550             | 2009 PV20              | 15 d'agost de 2009     | Kitt Peak            | Spacewatch               |
| 296551             | 2009 QY1               | 16 d'agost de 2009     | Vicques              | M. Ory                   |
| 296552             | 2009 QR7               | 18 d'agost de 2009     | Bergisch Gladbac     | W. Bickel                |
| 296553             | 2009 QQ11              | 16 d'agost de 2009     | La Sagra             | La Sagra                 |
| 296554             | 2009 QK15              | 16 d'agost de 2009     | Kitt Peak            | Spacewatch               |
| 296555             | 2009 QZ16              | 17 d'agost de 2009     | La Sagra             | La Sagra                 |
| 296556             | 2009 QW23              | 16 d'agost de 2009     | Kitt Peak            | Spacewatch               |
| 296557             | 2009 QG24              | 16 d'agost de 2009     | Kitt Peak            | Spacewatch               |
| 296558             | 2009 QJ24              | 16 d'agost de 2009     | Catalina             | CSS                      |
| 296559             | 2009 QS26              | 22 d'agost de 2009     | Guidestar            | M. Emmerich, S. Melchert |
| 296560             | 2009 QJ28              | 20 d'agost de 2009     | Drebach              | Drebach                  |
| 296561             | 2009 QZ30              | 24 d'agost de 2009     | La Sagra             | La Sagra                 |
| 296562             | 2009 QJ34              | 25 d'agost de 2009     | Modra                | S. Gajdos, J. Vilagi     |
| 296563             | 2009 QS35              | 29 d'agost de 2009     | Tzec Maun            | L. Elenin                |
| 296564             | 2009 QU37              | 29 d'agost de 2009     | Bergisch Gladbac     | W. Bickel                |
| 296565             | 2009 QP40              | 26 d'agost de 2009     | La Sagra             | La Sagra                 |
| 296566             | 2009 QB43              | 26 d'agost de 2009     | La Sagra             | La Sagra                 |
| 296567             | 2009 QJ43              | 27 d'agost de 2009     | La Sagra             | La Sagra                 |
| 296568             | 2009 QL44              | 27 d'agost de 2009     | Kitt Peak            | Spacewatch               |
| 296569             | 2009 QA46              | 27 d'agost de 2009     | Kitt Peak            | Spacewatch               |
| 296570             | 2009 QN49              | 1 de novembre de 2005  | Mount Lemmon         | Mt. Lemmon Survey        |
| 296571             | 2009 QV51              | 29 d'agost de 2009     | Kitt Peak            | Spacewatch               |
| 296572             | 2009 QD55              | 27 d'agost de 2009     | La Sagra             | La Sagra                 |
| 296573             | 2009 QT55              | 27 d'agost de 2009     | Kitt Peak            | Spacewatch               |
| 296574             | 2009 QU55              | 27 d'agost de 2009     | Kitt Peak            | Spacewatch               |
| 296575             | 2009 QJ58              | 16 d'agost de 2009     | Kitt Peak            | Spacewatch               |
| 296576             | 2009 QC59              | 27 d'agost de 2009     | Kitt Peak            | Spacewatch               |
| 296577 Arkhangelsk | 2009 RV2               | 11 de setembre de 2009 | Zelenchukskaya S     | T. V. Kryachko           |
| 296578             | 2009 RB6               | 13 de setembre de 2009 | Dauban               | F. Kugel                 |
| 296579             | 2009 RC6               | 13 de setembre de 2009 | Dauban               | F. Kugel                 |
| 296580             | 2009 RT7               | 11 de setembre de 2009 | La Sagra             | La Sagra                 |
| 296581             | 2009 RU8               | 12 de setembre de 2009 | Kitt Peak            | Spacewatch               |
| 296582             | 2009 RM11              | 12 de setembre de 2009 | Kitt Peak            | Spacewatch               |
| 296583             | 2009 RD14              | 12 de setembre de 2009 | Kitt Peak            | Spacewatch               |
| 296584             | 2009 RQ16              | 12 de setembre de 2009 | Kitt Peak            | Spacewatch               |
| 296585             | 2009 RZ18              | 13 de setembre de 2009 | Purple Mountain      | PMO NEO Survey Program   |
| 296586             | 2009 RB25              | 15 de setembre de 2009 | Kitt Peak            | Spacewatch               |
| 296587             | 2009 RA26              | 13 de setembre de 2009 | ESA OGS              | ESA OGS                  |
| 296588             | 2009 RW30              | 14 de setembre de 2009 | Kitt Peak            | Spacewatch               |
| 296589             | 2009 RN31              | 14 de setembre de 2009 | Kitt Peak            | Spacewatch               |
| 296590             | 2009 RV31              | 14 de setembre de 2009 | Kitt Peak            | Spacewatch               |
| 296591             | 2009 RZ31              | 14 de setembre de 2009 | Kitt Peak            | Spacewatch               |
| 296592             | 2009 RA33              | 14 de setembre de 2009 | Kitt Peak            | Spacewatch               |
| 296593             | 2009 RO34              | 14 de setembre de 2009 | Kitt Peak            | Spacewatch               |
| 296594             | 2009 RG46              | 15 de setembre de 2009 | Kitt Peak            | Spacewatch               |
| 296595             | 2009 RV50              | 15 de setembre de 2009 | Kitt Peak            | Spacewatch               |
| 296596             | 2009 RD52              | 15 de setembre de 2009 | Kitt Peak            | Spacewatch               |
| 296597             | 2009 RF52              | 15 de setembre de 2009 | Kitt Peak            | Spacewatch               |
| 296598             | 2009 RA55              | 15 de setembre de 2009 | Kitt Peak            | Spacewatch               |
| 296599             | 2009 RH55              | 15 de setembre de 2009 | Kitt Peak            | Spacewatch               |
| 296600             | 2009 RC56              | 15 de setembre de 2009 | Kitt Peak            | Spacewatch               |

## 296601-296700
| Nom                | Designació provisional | Data de descobriment   | Lloc de descobriment | Descobridor/s          |
| ------------------ | ---------------------- | ---------------------- | -------------------- | ---------------------- |
| 296601             | 2009 RE57              | 15 de setembre de 2009 | Kitt Peak            | Spacewatch             |
| 296602             | 2009 RL60              | 14 de setembre de 2009 | Catalina             | CSS                    |
| 296603             | 2009 RG62              | 15 de setembre de 2009 | Kitt Peak            | Spacewatch             |
| 296604             | 2009 RT63              | 15 de setembre de 2009 | Kitt Peak            | Spacewatch             |
| 296605             | 2009 RV69              | 15 de setembre de 2009 | Kitt Peak            | Spacewatch             |
| 296606             | 2009 RC70              | 14 de setembre de 2009 | Kitt Peak            | Spacewatch             |
| 296607             | 2009 RV70              | 15 de setembre de 2009 | Kitt Peak            | Spacewatch             |
| 296608             | 2009 RM73              | 10 de novembre de 2005 | Mount Lemmon         | Mt. Lemmon Survey      |
| 296609             | 2009 RA75              | 14 de setembre de 2009 | Socorro              | LINEAR                 |
| 296610             | 2009 SV12              | 16 de setembre de 2009 | Mount Lemmon         | Mt. Lemmon Survey      |
| 296611             | 2009 SH13              | 16 de setembre de 2009 | Mount Lemmon         | Mt. Lemmon Survey      |
| 296612             | 2009 SA19              | 18 de setembre de 2009 | Nazaret              | G. Muler               |
| 296613             | 2009 SY20              | 16 de setembre de 2009 | Mount Lemmon         | Mt. Lemmon Survey      |
| 296614             | 2009 SC21              | 17 de setembre de 2009 | Catalina             | CSS                    |
| 296615             | 2009 SL21              | 21 de setembre de 2009 | Bergisch Gladbac     | W. Bickel              |
| 296616             | 2009 SX28              | 16 de setembre de 2009 | Kitt Peak            | Spacewatch             |
| 296617             | 2009 SW30              | 16 de setembre de 2009 | Kitt Peak            | Spacewatch             |
| 296618             | 2009 SY30              | 16 de setembre de 2009 | Kitt Peak            | Spacewatch             |
| 296619             | 2009 SY35              | 14 de desembre de 2006 | Mount Lemmon         | Mt. Lemmon Survey      |
| 296620             | 2009 SJ40              | 16 de setembre de 2009 | Kitt Peak            | Spacewatch             |
| 296621             | 2009 SQ43              | 16 de setembre de 2009 | Kitt Peak            | Spacewatch             |
| 296622             | 2009 SE46              | 16 de setembre de 2009 | Kitt Peak            | Spacewatch             |
| 296623             | 2009 SG47              | 16 de setembre de 2009 | Kitt Peak            | Spacewatch             |
| 296624             | 2009 SP50              | 17 de setembre de 2009 | Mount Lemmon         | Mt. Lemmon Survey      |
| 296625             | 2009 SY50              | 17 de setembre de 2009 | Kitt Peak            | Spacewatch             |
| 296626             | 2009 SO53              | 17 de setembre de 2009 | Catalina             | CSS                    |
| 296627             | 2009 SU54              | 17 de setembre de 2009 | Mount Lemmon         | Mt. Lemmon Survey      |
| 296628             | 2009 SN58              | 17 de setembre de 2009 | Kitt Peak            | Spacewatch             |
| 296629             | 2009 SX59              | 17 de setembre de 2009 | Kitt Peak            | Spacewatch             |
| 296630             | 2009 SK60              | 17 de setembre de 2009 | Kitt Peak            | Spacewatch             |
| 296631             | 2009 SG61              | 17 de setembre de 2009 | Kitt Peak            | Spacewatch             |
| 296632             | 2009 SZ65              | 17 de setembre de 2009 | Kitt Peak            | Spacewatch             |
| 296633             | 2009 SA70              | 17 de setembre de 2009 | Mount Lemmon         | Mt. Lemmon Survey      |
| 296634             | 2009 SX70              | 17 de setembre de 2009 | Kitt Peak            | Spacewatch             |
| 296635             | 2009 SA75              | 17 de setembre de 2009 | Kitt Peak            | Spacewatch             |
| 296636             | 2009 SR75              | 17 de setembre de 2009 | Kitt Peak            | Spacewatch             |
| 296637             | 2009 SR87              | 18 de setembre de 2009 | Kitt Peak            | Spacewatch             |
| 296638 Sergeibelov | 2009 SD101             | 23 de setembre de 2009 | Zelenchukskaya S     | T. V. Kryachko         |
| 296639             | 2009 SA102             | 23 de setembre de 2009 | Dauban               | F. Kugel               |
| 296640             | 2009 SA107             | 16 de setembre de 2009 | Mount Lemmon         | Mt. Lemmon Survey      |
| 296641             | 2009 ST109             | 17 de setembre de 2009 | Kitt Peak            | Spacewatch             |
| 296642             | 2009 SE115             | 18 de setembre de 2009 | Kitt Peak            | Spacewatch             |
| 296643             | 2009 SF115             | 18 de setembre de 2009 | Kitt Peak            | Spacewatch             |
| 296644             | 2009 SE118             | 18 de setembre de 2009 | Kitt Peak            | Spacewatch             |
| 296645             | 2009 SG119             | 18 de setembre de 2009 | Kitt Peak            | Spacewatch             |
| 296646             | 2009 SY119             | 18 de setembre de 2009 | Kitt Peak            | Spacewatch             |
| 296647             | 2009 SR120             | 18 de setembre de 2009 | Kitt Peak            | Spacewatch             |
| 296648             | 2009 SG122             | 18 de setembre de 2009 | Kitt Peak            | Spacewatch             |
| 296649             | 2009 SH124             | 18 de setembre de 2009 | Kitt Peak            | Spacewatch             |
| 296650             | 2009 SC129             | 18 de setembre de 2009 | Kitt Peak            | Spacewatch             |
| 296651             | 2009 SH130             | 18 de setembre de 2009 | Kitt Peak            | Spacewatch             |
| 296652             | 2009 SC133             | 18 de setembre de 2009 | Kitt Peak            | Spacewatch             |
| 296653             | 2009 SN135             | 18 de setembre de 2009 | Kitt Peak            | Spacewatch             |
| 296654             | 2009 SW135             | 18 de setembre de 2009 | Kitt Peak            | Spacewatch             |
| 296655             | 2009 SS136             | 18 de setembre de 2009 | Kitt Peak            | Spacewatch             |
| 296656             | 2009 SD139             | 18 de setembre de 2009 | Purple Mountain      | PMO NEO Survey Program |
| 296657             | 2009 SY141             | 19 de setembre de 2009 | Kitt Peak            | Spacewatch             |
| 296658             | 2009 SS143             | 19 de setembre de 2009 | Kitt Peak            | Spacewatch             |
| 296659             | 2009 SZ143             | 19 de setembre de 2009 | Kitt Peak            | Spacewatch             |
| 296660             | 2009 ST149             | 20 de setembre de 2009 | Kitt Peak            | Spacewatch             |
| 296661             | 2009 SK151             | 20 de setembre de 2009 | Kitt Peak            | Spacewatch             |
| 296662             | 2009 SH153             | 14 de març de 2007     | Kitt Peak            | Spacewatch             |
| 296663             | 2009 SO154             | 20 de setembre de 2009 | Kitt Peak            | Spacewatch             |
| 296664             | 2009 SQ155             | 20 de setembre de 2009 | Kitt Peak            | Spacewatch             |
| 296665             | 2009 SS155             | 20 de setembre de 2009 | Kitt Peak            | Spacewatch             |
| 296666             | 2009 SQ156             | 20 de setembre de 2009 | Kitt Peak            | Spacewatch             |
| 296667             | 2009 SM159             | 20 de setembre de 2009 | Kitt Peak            | Spacewatch             |
| 296668             | 2009 SY159             | 20 de setembre de 2009 | Kitt Peak            | Spacewatch             |
| 296669             | 2009 SG163             | 21 de setembre de 2009 | Mount Lemmon         | Mt. Lemmon Survey      |
| 296670             | 2009 SW163             | 21 de setembre de 2009 | Kitt Peak            | Spacewatch             |
| 296671             | 2009 SP170             | 23 de setembre de 2009 | Mount Lemmon         | Mt. Lemmon Survey      |
| 296672             | 2009 SU173             | 18 de setembre de 2009 | Catalina             | CSS                    |
| 296673             | 2009 ST183             | 21 de setembre de 2009 | Kitt Peak            | Spacewatch             |
| 296674             | 2009 SH188             | 21 de setembre de 2009 | Kitt Peak            | Spacewatch             |
| 296675             | 2009 SS189             | 22 de setembre de 2009 | Kitt Peak            | Spacewatch             |
| 296676             | 2009 ST191             | 22 de setembre de 2009 | Kitt Peak            | Spacewatch             |
| 296677             | 2009 SA208             | 23 de setembre de 2009 | Kitt Peak            | Spacewatch             |
| 296678             | 2009 SQ209             | 23 de setembre de 2009 | Mount Lemmon         | Mt. Lemmon Survey      |
| 296679             | 2009 SD211             | 23 de setembre de 2009 | Kitt Peak            | Spacewatch             |
| 296680             | 2009 SA212             | 23 de setembre de 2009 | Kitt Peak            | Spacewatch             |
| 296681             | 2009 SZ213             | 23 de setembre de 2009 | Kitt Peak            | Spacewatch             |
| 296682             | 2009 SM218             | 21 d'agost de 2008     | Kitt Peak            | Spacewatch             |
| 296683             | 2009 SS227             | 26 de setembre de 2009 | Kitt Peak            | Spacewatch             |
| 296684             | 2009 SS229             | 16 de setembre de 2009 | Kitt Peak            | Spacewatch             |
| 296685             | 2009 SW235             | 19 de setembre de 2009 | Kitt Peak            | Spacewatch             |
| 296686             | 2009 SN236             | 16 de setembre de 2009 | Catalina             | CSS                    |
| 296687             | 2009 SU238             | 16 de setembre de 2009 | Catalina             | CSS                    |
| 296688             | 2009 SF240             | 17 de setembre de 2009 | Catalina             | CSS                    |
| 296689             | 2009 SD242             | 21 de setembre de 2009 | Catalina             | CSS                    |
| 296690             | 2009 SM245             | 16 de setembre de 2009 | Kitt Peak            | Spacewatch             |
| 296691             | 2009 SC246             | 17 de setembre de 2009 | Kitt Peak            | Spacewatch             |
| 296692             | 2009 SV246             | 18 de setembre de 2009 | Kitt Peak            | Spacewatch             |
| 296693             | 2009 SD247             | 18 de setembre de 2009 | Kitt Peak            | Spacewatch             |
| 296694             | 2009 SV253             | 25 de setembre de 2009 | Kitt Peak            | Spacewatch             |
| 296695             | 2009 SY254             | 16 de setembre de 2009 | Catalina             | CSS                    |
| 296696             | 2009 SJ265             | 23 de setembre de 2009 | Mount Lemmon         | Mt. Lemmon Survey      |
| 296697             | 2009 SD269             | 24 de setembre de 2009 | Mount Lemmon         | Mt. Lemmon Survey      |
| 296698             | 2009 SF275             | 25 de setembre de 2009 | Kitt Peak            | Spacewatch             |
| 296699             | 2009 SY276             | 25 de setembre de 2009 | Kitt Peak            | Spacewatch             |
| 296700             | 2009 SG277             | 25 de setembre de 2009 | Kitt Peak            | Spacewatch             |

## 296701-296800
| Nom                   | Designació provisional | Data de descobriment   | Lloc de descobriment | Descobridor/s              |
| --------------------- | ---------------------- | ---------------------- | -------------------- | -------------------------- |
| 296701                | 2009 SS278             | 25 de setembre de 2009 | Kitt Peak            | Spacewatch                 |
| 296702                | 2009 SD282             | 25 de setembre de 2009 | Kitt Peak            | Spacewatch                 |
| 296703                | 2009 SZ284             | 25 de setembre de 2009 | Mount Lemmon         | Mt. Lemmon Survey          |
| 296704                | 2009 SA291             | 25 de setembre de 2009 | Kitt Peak            | Spacewatch                 |
| 296705                | 2009 SW296             | 28 de setembre de 2009 | Kitt Peak            | Spacewatch                 |
| 296706                | 2009 SG306             | 17 de setembre de 2009 | Kitt Peak            | Spacewatch                 |
| 296707                | 2009 SK313             | 18 de setembre de 2009 | Kitt Peak            | Spacewatch                 |
| 296708                | 2009 SN314             | 12 de novembre de 2005 | Kitt Peak            | Spacewatch                 |
| 296709                | 2009 SV320             | 21 de setembre de 2009 | Mount Lemmon         | Mt. Lemmon Survey          |
| 296710                | 2009 SX323             | 24 de setembre de 2009 | Mount Lemmon         | Mt. Lemmon Survey          |
| 296711                | 2009 SF327             | 21 de gener de 2001    | Kitt Peak            | Spacewatch                 |
| 296712                | 2009 SA330             | 17 de setembre de 2009 | Kitt Peak            | Spacewatch                 |
| 296713                | 2009 SQ331             | 19 de setembre de 2009 | Catalina             | CSS                        |
| 296714                | 2009 SL335             | 20 de setembre de 2009 | Kitt Peak            | Spacewatch                 |
| 296715                | 2009 SQ337             | 28 de setembre de 2009 | Catalina             | CSS                        |
| 296716                | 2009 SP342             | 16 de setembre de 2009 | Catalina             | CSS                        |
| 296717                | 2009 SX344             | 18 de setembre de 2009 | Kitt Peak            | Spacewatch                 |
| 296718                | 2009 ST346             | 23 de setembre de 2009 | Mount Lemmon         | Mt. Lemmon Survey          |
| 296719                | 2009 SH349             | 27 de setembre de 2009 | Kitt Peak            | Spacewatch                 |
| 296720                | 2009 SX349             | 19 de setembre de 2009 | Kitt Peak            | Spacewatch                 |
| 296721                | 2009 SE351             | 29 de setembre de 2009 | Mount Lemmon         | Mt. Lemmon Survey          |
| 296722                | 2009 SJ352             | 20 de setembre de 2009 | Kitt Peak            | Spacewatch                 |
| 296723                | 2009 SD353             | 28 de setembre de 2009 | Kitt Peak            | Spacewatch                 |
| 296724                | 2009 SL353             | 22 de setembre de 2009 | Mount Lemmon         | Mt. Lemmon Survey          |
| 296725                | 2009 SW354             | 28 de setembre de 2009 | Mount Lemmon         | Mt. Lemmon Survey          |
| 296726                | 2009 SA356             | 24 de setembre de 2009 | Kitt Peak            | Spacewatch                 |
| 296727                | 2009 SO359             | 23 de setembre de 2009 | Catalina             | CSS                        |
| 296728                | 2009 SQ360             | 30 de setembre de 2009 | Mount Lemmon         | Mt. Lemmon Survey          |
| 296729                | 2009 SF361             | 28 de setembre de 2009 | Catalina             | CSS                        |
| 296730                | 2009 TD3               | 9 d'octubre de 2009    | Catalina             | CSS                        |
| 296731                | 2009 TK10              | 14 d'octubre de 2009   | Nazaret              | G. Muler                   |
| 296732                | 2009 TP11              | 14 d'octubre de 2009   | Bergisch Gladbac     | W. Bickel                  |
| 296733                | 2009 TT14              | 13 d'octubre de 2009   | La Sagra             | La Sagra                   |
| 296734                | 2009 TH16              | 10 d'octubre de 2009   | La Sagra             | La Sagra                   |
| 296735                | 2009 TT17              | 15 d'octubre de 2009   | Catalina             | CSS                        |
| 296736                | 2009 TH20              | 11 d'octubre de 2009   | La Sagra             | La Sagra                   |
| 296737                | 2009 TS20              | 11 d'octubre de 2009   | La Sagra             | La Sagra                   |
| 296738                | 2009 TO25              | 14 d'octubre de 2009   | Mount Lemmon         | Mt. Lemmon Survey          |
| 296739                | 2009 TY26              | 10 de febrer de 2008   | Kitt Peak            | Spacewatch                 |
| 296740                | 2009 TD31              | 22 d'agost de 2004     | Kitt Peak            | Spacewatch                 |
| 296741                | 2009 TO34              | 12 d'octubre de 2009   | La Sagra             | La Sagra                   |
| 296742                | 2009 TR35              | 14 d'octubre de 2009   | La Sagra             | La Sagra                   |
| 296743                | 2009 TQ41              | 14 d'octubre de 2009   | La Sagra             | La Sagra                   |
| 296744                | 2009 TZ43              | 14 d'octubre de 2009   | Mount Lemmon         | Mt. Lemmon Survey          |
| 296745                | 2009 TL46              | 14 d'octubre de 2009   | La Sagra             | La Sagra                   |
| 296746                | 2009 UV                | 16 d'octubre de 2009   | Socorro              | LINEAR                     |
| 296747                | 2009 UB1               | 17 d'octubre de 2009   | Tzec Maun            | D. Chestnov, A. Novichonok |
| 296748                | 2009 UT1               | 16 d'octubre de 2009   | Socorro              | LINEAR                     |
| 296749                | 2009 UH12              | 17 d'octubre de 2009   | Mount Lemmon         | Mt. Lemmon Survey          |
| 296750                | 2009 UW13              | 19 d'octubre de 2009   | Socorro              | LINEAR                     |
| 296751                | 2009 UX13              | 19 d'octubre de 2009   | Socorro              | LINEAR                     |
| 296752                | 2009 UB14              | 19 d'octubre de 2009   | Socorro              | LINEAR                     |
| 296753 Mustafamahmoud | 2009 UP14              | 19 d'octubre de 2009   | Zelenchukskaya S     | T. V. Kryachko             |
| 296754                | 2009 UM24              | 18 d'octubre de 2009   | Mount Lemmon         | Mt. Lemmon Survey          |
| 296755                | 2009 UV27              | 22 d'octubre de 2009   | Catalina             | CSS                        |
| 296756                | 2009 UY27              | 22 d'octubre de 2009   | Catalina             | CSS                        |
| 296757                | 2009 US29              | 18 d'octubre de 2009   | Mount Lemmon         | Mt. Lemmon Survey          |
| 296758                | 2009 UM33              | 18 d'octubre de 2009   | Mount Lemmon         | Mt. Lemmon Survey          |
| 296759                | 2009 UD34              | 18 d'octubre de 2009   | Mount Lemmon         | Mt. Lemmon Survey          |
| 296760                | 2009 UP35              | 21 d'octubre de 2009   | Mount Lemmon         | Mt. Lemmon Survey          |
| 296761                | 2009 UP41              | 18 d'octubre de 2009   | Mount Lemmon         | Mt. Lemmon Survey          |
| 296762                | 2009 UH45              | 18 d'octubre de 2009   | Mount Lemmon         | Mt. Lemmon Survey          |
| 296763                | 2009 UB51              | 22 d'octubre de 2009   | Catalina             | CSS                        |
| 296764                | 2009 UH68              | 17 d'octubre de 2009   | Mount Lemmon         | Mt. Lemmon Survey          |
| 296765                | 2009 UR69              | 21 d'octubre de 2009   | Catalina             | CSS                        |
| 296766                | 2009 UP76              | 26 d'octubre de 2005   | Kitt Peak            | Spacewatch                 |
| 296767                | 2009 UR79              | 22 d'octubre de 2009   | Mount Lemmon         | Mt. Lemmon Survey          |
| 296768                | 2009 UM80              | 22 d'octubre de 2009   | Mount Lemmon         | Mt. Lemmon Survey          |
| 296769                | 2009 UQ82              | 23 d'octubre de 2009   | Mount Lemmon         | Mt. Lemmon Survey          |
| 296770                | 2009 UA84              | 23 d'octubre de 2009   | Mount Lemmon         | Mt. Lemmon Survey          |
| 296771                | 2009 UF88              | 21 d'octubre de 2009   | Catalina             | CSS                        |
| 296772                | 2009 UE100             | 23 d'octubre de 2009   | Mount Lemmon         | Mt. Lemmon Survey          |
| 296773                | 2009 UO103             | 24 d'octubre de 2009   | Kitt Peak            | Spacewatch                 |
| 296774                | 2009 UG121             | 24 d'octubre de 2009   | Purple Mountain      | PMO NEO Survey Program     |
| 296775                | 2009 UW121             | 25 d'octubre de 2009   | La Sagra             | La Sagra                   |
| 296776                | 2009 UG127             | 24 d'octubre de 2009   | Catalina             | CSS                        |
| 296777                | 2009 UX130             | 27 d'octubre de 2009   | Mount Lemmon         | Mt. Lemmon Survey          |
| 296778                | 2009 UJ132             | 16 d'octubre de 2009   | Catalina             | CSS                        |
| 296779                | 2009 UW135             | 29 d'octubre de 2009   | Catalina             | CSS                        |
| 296780                | 2009 UB140             | 27 d'octubre de 2009   | Catalina             | CSS                        |
| 296781                | 2009 UH143             | 18 d'octubre de 2009   | Mount Lemmon         | Mt. Lemmon Survey          |
| 296782                | 2009 UW148             | 10 de març de 2003     | Kitt Peak            | Spacewatch                 |
| 296783                | 2009 UT151             | 16 d'octubre de 2009   | Socorro              | LINEAR                     |
| 296784                | 2009 UU151             | 16 d'octubre de 2009   | Socorro              | LINEAR                     |
| 296785                | 2009 UA153             | 24 d'octubre de 2009   | Kitt Peak            | Spacewatch                 |
| 296786                | 2009 UX153             | 16 d'octubre de 2009   | Mount Lemmon         | Mt. Lemmon Survey          |
| 296787                | 2009 UR154             | 16 d'octubre de 2009   | Mount Lemmon         | Mt. Lemmon Survey          |
| 296788                | 2009 VP1               | 9 de novembre de 2009  | Calvin-Rehoboth      | L. A. Molnar               |
| 296789                | 2009 VX9               | 8 de novembre de 2009  | Catalina             | CSS                        |
| 296790                | 2009 VQ18              | 9 de novembre de 2009  | Kitt Peak            | Spacewatch                 |
| 296791                | 2009 VV18              | 9 de novembre de 2009  | Kitt Peak            | Spacewatch                 |
| 296792                | 2009 VF24              | 9 de novembre de 2009  | Mount Lemmon         | Mt. Lemmon Survey          |
| 296793                | 2009 VL25              | 10 de novembre de 2009 | Dauban               | F. Kugel                   |
| 296794                | 2009 VS29              | 9 de novembre de 2009  | Catalina             | CSS                        |
| 296795                | 2009 VY34              | 10 de novembre de 2009 | Mount Lemmon         | Mt. Lemmon Survey          |
| 296796                | 2009 VK35              | 10 de novembre de 2009 | Mount Lemmon         | Mt. Lemmon Survey          |
| 296797                | 2009 VA38              | 7 de maig de 2005      | Mount Lemmon         | Mt. Lemmon Survey          |
| 296798                | 2009 VX38              | 9 de novembre de 2009  | Kitt Peak            | Spacewatch                 |
| 296799                | 2009 VT41              | 9 de novembre de 2009  | Mount Lemmon         | Mt. Lemmon Survey          |
| 296800                | 2009 VQ48              | 10 de novembre de 2009 | Kitt Peak            | Spacewatch                 |

## 296801-296900
| Nom             | Designació provisional | Data de descobriment   | Lloc de descobriment | Descobridor/s              |
| --------------- | ---------------------- | ---------------------- | -------------------- | -------------------------- |
| 296801          | 2009 VU49              | 11 de novembre de 2009 | Mount Lemmon         | Mt. Lemmon Survey          |
| 296802          | 2009 VV53              | 15 de març de 2007     | Kitt Peak            | Spacewatch                 |
| 296803          | 2009 VU55              | 11 de novembre de 2009 | Mount Lemmon         | Mt. Lemmon Survey          |
| 296804          | 2009 VD58              | 15 de novembre de 2009 | Catalina             | CSS                        |
| 296805          | 2009 VJ59              | 8 de novembre de 2009  | Catalina             | CSS                        |
| 296806          | 2009 VK61              | 8 de novembre de 2009  | Kitt Peak            | Spacewatch                 |
| 296807          | 2009 VF72              | 14 de novembre de 2009 | Socorro              | LINEAR                     |
| 296808          | 2009 VO75              | 13 de novembre de 2009 | La Sagra             | La Sagra                   |
| 296809          | 2009 VC79              | 10 de novembre de 2009 | Catalina             | CSS                        |
| 296810          | 2009 VA93              | 8 de novembre de 2009  | Kitt Peak            | Spacewatch                 |
| 296811          | 2009 VX94              | 9 de novembre de 2009  | Mount Lemmon         | Mt. Lemmon Survey          |
| 296812          | 2009 VN100             | 10 de novembre de 2009 | Kitt Peak            | Spacewatch                 |
| 296813          | 2009 VL111             | 12 de novembre de 2009 | La Sagra             | La Sagra                   |
| 296814          | 2009 VF112             | 9 de novembre de 2009  | Catalina             | CSS                        |
| 296815          | 2009 VE114             | 9 de novembre de 2009  | Kitt Peak            | Spacewatch                 |
| 296816          | 2009 VR116             | 10 de novembre de 2009 | Kitt Peak            | Spacewatch                 |
| 296817          | 2009 WF3               | 7 d'abril de 2002      | Cerro Tololo         | M. W. Buie                 |
| 296818          | 2009 WW5               | 17 de novembre de 2009 | Tzec Maun            | D. Chestnov, A. Novichonok |
| 296819 Artesian | 2009 WY6               | 17 de novembre de 2009 | Zelenchukskaya S     | T. V. Kryachko             |
| 296820          | 2009 WT7               | 18 de novembre de 2009 | Vicques              | M. Ory                     |
| 296821          | 2009 WX10              | 19 de novembre de 2009 | Drebach              | Drebach                    |
| 296822          | 2009 WP24              | 10 de novembre de 2009 | Kitt Peak            | Spacewatch                 |
| 296823          | 2009 WB25              | 21 de novembre de 2009 | Mayhill              | A. Lowe                    |
| 296824          | 2009 WK28              | 16 de novembre de 2009 | Kitt Peak            | Spacewatch                 |
| 296825          | 2009 WG36              | 17 de novembre de 2009 | Kitt Peak            | Spacewatch                 |
| 296826          | 2009 WH36              | 17 de novembre de 2009 | Kitt Peak            | Spacewatch                 |
| 296827          | 2009 WM37              | 17 de novembre de 2009 | Kitt Peak            | Spacewatch                 |
| 296828          | 2009 WC40              | 17 de novembre de 2009 | Kitt Peak            | Spacewatch                 |
| 296829          | 2009 WJ40              | 17 de novembre de 2009 | Kitt Peak            | Spacewatch                 |
| 296830          | 2009 WG46              | 18 de novembre de 2009 | Goodricke-Pigott     | R. A. Tucker               |
| 296831          | 2009 WW47              | 19 de novembre de 2009 | Mount Lemmon         | Mt. Lemmon Survey          |
| 296832          | 2009 WZ48              | 19 de novembre de 2009 | Catalina             | CSS                        |
| 296833          | 2009 WY49              | 19 de novembre de 2009 | Kitt Peak            | Spacewatch                 |
| 296834          | 2009 WA64              | 16 de novembre de 2009 | Catalina             | CSS                        |
| 296835          | 2009 WX66              | 17 de novembre de 2009 | Mount Lemmon         | Mt. Lemmon Survey          |
| 296836          | 2009 WS68              | 17 de novembre de 2009 | Mount Lemmon         | Mt. Lemmon Survey          |
| 296837          | 2009 WO71              | 18 de novembre de 2009 | Kitt Peak            | Spacewatch                 |
| 296838          | 2009 WB73              | 18 de novembre de 2009 | Kitt Peak            | Spacewatch                 |
| 296839          | 2009 WF77              | 18 de novembre de 2009 | Kitt Peak            | Spacewatch                 |
| 296840          | 2009 WW78              | 18 de novembre de 2009 | Mount Lemmon         | Mt. Lemmon Survey          |
| 296841          | 2009 WL79              | 18 de novembre de 2009 | Kitt Peak            | Spacewatch                 |
| 296842          | 2009 WT83              | 19 de novembre de 2009 | Kitt Peak            | Spacewatch                 |
| 296843          | 2009 WK84              | 19 de novembre de 2009 | Kitt Peak            | Spacewatch                 |
| 296844          | 2009 WN84              | 19 de novembre de 2009 | Kitt Peak            | Spacewatch                 |
| 296845          | 2009 WG88              | 19 de novembre de 2009 | Kitt Peak            | Spacewatch                 |
| 296846          | 2009 WA107             | 17 de novembre de 2009 | Kitt Peak            | Spacewatch                 |
| 296847          | 2009 WR115             | 19 de novembre de 2009 | Kitt Peak            | Spacewatch                 |
| 296848          | 2009 WJ169             | 22 de novembre de 2009 | Kitt Peak            | Spacewatch                 |
| 296849          | 2009 WF172             | 22 de novembre de 2009 | Mount Lemmon         | Mt. Lemmon Survey          |
| 296850          | 2009 WP176             | 23 de novembre de 2009 | Kitt Peak            | Spacewatch                 |
| 296851          | 2009 WJ182             | 23 de novembre de 2009 | Kitt Peak            | Spacewatch                 |
| 296852          | 2009 WV184             | 23 de novembre de 2009 | La Sagra             | La Sagra                   |
| 296853          | 2009 WC185             | 24 de novembre de 2009 | Kitt Peak            | Spacewatch                 |
| 296854          | 2009 WP188             | 24 de novembre de 2009 | Mount Lemmon         | Mt. Lemmon Survey          |
| 296855          | 2009 WG198             | 25 de novembre de 2009 | Mount Lemmon         | Mt. Lemmon Survey          |
| 296856          | 2009 WK204             | 17 de novembre de 2009 | Kitt Peak            | Spacewatch                 |
| 296857          | 2009 WM206             | 17 de novembre de 2009 | Kitt Peak            | Spacewatch                 |
| 296858          | 2009 WA207             | 17 de novembre de 2009 | Kitt Peak            | Spacewatch                 |
| 296859          | 2009 WA215             | 21 de novembre de 2009 | Mount Lemmon         | Mt. Lemmon Survey          |
| 296860          | 2009 WU225             | 17 de novembre de 2009 | Mount Lemmon         | Mt. Lemmon Survey          |
| 296861          | 2009 WU241             | 18 de novembre de 2009 | Mount Lemmon         | Mt. Lemmon Survey          |
| 296862          | 2009 WN259             | 27 de novembre de 2009 | Catalina             | CSS                        |
| 296863          | 2009 WW260             | 25 de novembre de 2009 | Kitt Peak            | Spacewatch                 |
| 296864          | 2009 WY261             | 17 de novembre de 2009 | Kitt Peak            | Spacewatch                 |
| 296865          | 2009 WP262             | 21 de novembre de 2009 | Socorro              | LINEAR                     |
| 296866          | 2009 XB7               | 12 de desembre de 2009 | Tzec Maun            | Tzec Maun                  |
| 296867          | 2009 XC9               | 10 de desembre de 2009 | Socorro              | LINEAR                     |
| 296868          | 2009 XL9               | 11 de desembre de 2009 | Socorro              | LINEAR                     |
| 296869          | 2009 XD10              | 10 de desembre de 2009 | Mount Lemmon         | Mt. Lemmon Survey          |
| 296870          | 2009 XP14              | 15 de desembre de 2009 | Mount Lemmon         | Mt. Lemmon Survey          |
| 296871          | 2009 YN6               | 16 de desembre de 2009 | Mayhill              | A. Lowe                    |
| 296872          | 2009 YO6               | 17 de desembre de 2009 | Hibiscus             | N. Teamo                   |
| 296873          | 2009 YV19              | 25 de desembre de 2009 | Kitt Peak            | Spacewatch                 |
| 296874          | 2009 YY21              | 26 de desembre de 2009 | Kitt Peak            | Spacewatch                 |
| 296875          | 2010 AT5               | 5 de gener de 2010     | Kitt Peak            | Spacewatch                 |
| 296876          | 2010 AS12              | 6 de gener de 2010     | Catalina             | CSS                        |
| 296877          | 2010 AR19              | 7 de gener de 2010     | Mount Lemmon         | Mt. Lemmon Survey          |
| 296878          | 2010 AU31              | 6 de gener de 2010     | Kitt Peak            | Spacewatch                 |
| 296879          | 2010 AK32              | 6 de gener de 2010     | Kitt Peak            | Spacewatch                 |
| 296880          | 2010 AZ39              | 7 de gener de 2010     | Socorro              | LINEAR                     |
| 296881          | 2010 AM40              | 9 de gener de 2010     | Tzec Maun            | F. Tozzi                   |
| 296882          | 2010 AU40              | 5 de gener de 2010     | Kitt Peak            | Spacewatch                 |
| 296883          | 2010 AD52              | 8 de gener de 2010     | Mount Lemmon         | Mt. Lemmon Survey          |
| 296884          | 2010 AH54              | 8 de gener de 2010     | Kitt Peak            | Spacewatch                 |
| 296885          | 2010 AU55              | 8 de gener de 2010     | Kitt Peak            | Spacewatch                 |
| 296886          | 2010 AF79              | 11 de gener de 2010    | Kitt Peak            | Spacewatch                 |
| 296887          | 2010 AB88              | 13 d'abril de 2004     | Kitt Peak            | Spacewatch                 |
| 296888          | 2010 BM1               | 17 de gener de 2010    | Dauban               | F. Kugel                   |
| 296889          | 2010 BC4               | 23 de gener de 2010    | Bisei SG Center      | BATTeRS                    |
| 296890          | 2010 BA5               | 21 de gener de 2010    | Bisei SG Center      | BATTeRS                    |
| 296891          | 2010 BS9               | 16 de gener de 2010    | WISE                 | WISE                       |
| 296892          | 2010 BF25              | 17 de gener de 2010    | WISE                 | WISE                       |
| 296893          | 2010 BV36              | 18 de gener de 2010    | WISE                 | WISE                       |
| 296894          | 2010 BP39              | 19 de gener de 2010    | WISE                 | WISE                       |
| 296895          | 2010 BS46              | 19 de gener de 2010    | WISE                 | WISE                       |
| 296896          | 2010 BN105             | 28 de gener de 2010    | WISE                 | WISE                       |
| 296897          | 2010 CH3               | 5 de febrer de 2010    | Kitt Peak            | Spacewatch                 |
| 296898          | 2010 CJ4               | 23 de gener de 2006    | Piszkesteto          | K. Sarneczky               |
| 296899          | 2010 CO7               | 6 de febrer de 2010    | WISE                 | WISE                       |
| 296900          | 2010 CY9               | 8 de febrer de 2010    | WISE                 | WISE                       |

## 296901-297000
| Nom                | Designació provisional | Data de descobriment   | Lloc de descobriment | Descobridor/s             |
| ------------------ | ---------------------- | ---------------------- | -------------------- | ------------------------- |
| 296901             | 2010 CL12              | 12 de febrer de 2010   | Mayhill              | Mayhill                   |
| 296902             | 2010 CN13              | 10 de febrer de 2010   | WISE                 | WISE                      |
| 296903             | 2010 CK16              | 11 de febrer de 2010   | WISE                 | WISE                      |
| 296904             | 2010 CH29              | 9 de febrer de 2010    | Kitt Peak            | Spacewatch                |
| 296905             | 2010 CJ36              | 10 de febrer de 2010   | Zelenchukskaya S     | T. V. Kryachko            |
| 296906             | 2010 CO51              | 13 de febrer de 2010   | WISE                 | WISE                      |
| 296907             | 2010 CA52              | 13 de febrer de 2010   | WISE                 | WISE                      |
| 296908             | 2010 CM55              | 9 de febrer de 2010    | Socorro              | LINEAR                    |
| 296909             | 2010 CO55              | 12 de febrer de 2010   | Socorro              | LINEAR                    |
| 296910             | 2010 CQ68              | 10 de febrer de 2010   | Kitt Peak            | Spacewatch                |
| 296911             | 2010 CT75              | 13 de febrer de 2010   | Catalina             | CSS                       |
| 296912             | 2010 CX75              | 13 de febrer de 2010   | Catalina             | CSS                       |
| 296913             | 2010 CY77              | 13 de febrer de 2010   | Mount Lemmon         | Mt. Lemmon Survey         |
| 296914             | 2010 CO81              | 13 de febrer de 2010   | Mount Lemmon         | Mt. Lemmon Survey         |
| 296915             | 2010 CX84              | 14 de febrer de 2010   | Kitt Peak            | Spacewatch                |
| 296916             | 2010 CW92              | 14 de febrer de 2010   | Kitt Peak            | Spacewatch                |
| 296917             | 2010 CD95              | 14 de febrer de 2010   | Kitt Peak            | Spacewatch                |
| 296918             | 2010 CJ95              | 14 de febrer de 2010   | Kitt Peak            | Spacewatch                |
| 296919             | 2010 CR105             | 14 de febrer de 2010   | Mount Lemmon         | Mt. Lemmon Survey         |
| 296920             | 2010 CT107             | 14 de febrer de 2010   | Kitt Peak            | Spacewatch                |
| 296921             | 2010 CU107             | 14 de febrer de 2010   | Kitt Peak            | Spacewatch                |
| 296922             | 2010 CK117             | 14 de febrer de 2010   | Kitt Peak            | Spacewatch                |
| 296923             | 2010 CV133             | 15 de febrer de 2010   | WISE                 | WISE                      |
| 296924             | 2010 CS134             | 15 de febrer de 2010   | WISE                 | WISE                      |
| 296925             | 2010 CV137             | 9 de febrer de 2010    | Kitt Peak            | Spacewatch                |
| 296926             | 2010 CR146             | 13 de febrer de 2010   | Kitt Peak            | Spacewatch                |
| 296927             | 2010 CY146             | 13 de febrer de 2010   | Kitt Peak            | Spacewatch                |
| 296928             | 2010 CE155             | 17 de febrer de 1994   | San Marcello         | L. Tesi, G. Cattani       |
| 296929             | 2010 CT160             | 9 de febrer de 2010    | Kitt Peak            | Spacewatch                |
| 296930             | 2010 CB181             | 13 de febrer de 2010   | Haleakala            | Pan-STARRS 1              |
| 296931             | 2010 CF232             | 9 de novembre de 2009  | Catalina             | CSS                       |
| 296932             | 2010 CR235             | 29 de setembre de 2003 | Anderson Mesa        | LONEOS                    |
| 296933             | 2010 DH6               | 16 de febrer de 2010   | Kitt Peak            | Spacewatch                |
| 296934             | 2010 DU6               | 16 de febrer de 2010   | Kitt Peak            | Spacewatch                |
| 296935             | 2010 DV6               | 16 de febrer de 2010   | Kitt Peak            | Spacewatch                |
| 296936             | 2010 DV11              | 16 de febrer de 2010   | Mount Lemmon         | Mt. Lemmon Survey         |
| 296937             | 2010 DQ15              | 19 de maig de 2005     | Mount Lemmon         | Mt. Lemmon Survey         |
| 296938             | 2010 DX16              | 16 de febrer de 2010   | WISE                 | WISE                      |
| 296939             | 2010 DH26              | 20 de febrer de 2010   | WISE                 | WISE                      |
| 296940             | 2010 DT39              | 16 de febrer de 2010   | Kitt Peak            | Spacewatch                |
| 296941             | 2010 DU42              | 17 de febrer de 2010   | Kitt Peak            | Spacewatch                |
| 296942             | 2010 DU44              | 17 de febrer de 2010   | Kitt Peak            | Spacewatch                |
| 296943             | 2010 DN45              | 17 de febrer de 2010   | Kitt Peak            | Spacewatch                |
| 296944             | 2010 DX62              | 25 de febrer de 2010   | WISE                 | WISE                      |
| 296945             | 2010 DD78              | 16 de febrer de 2010   | Haleakala            | Pan-STARRS 1              |
| 296946             | 2010 DN78              | 16 de febrer de 2010   | Catalina             | CSS                       |
| 296947             | 2010 DS78              | 20 de febrer de 2010   | Vail-Jarnac          | Jarnac                    |
| 296948             | 2010 DP79              | 18 de febrer de 2010   | Mount Lemmon         | Mt. Lemmon Survey         |
| 296949             | 2010 EH14              | 5 de març de 2010      | WISE                 | WISE                      |
| 296950 Robertbauer | 2010 EJ19              | 4 de març de 2010      | WISE                 | WISE                      |
| 296951             | 2010 EL21              | 4 de març de 2010      | Kitt Peak            | Spacewatch                |
| 296952             | 2010 EW29              | 5 de març de 2010      | Catalina             | CSS                       |
| 296953             | 2010 EX33              | 4 de març de 2010      | Kitt Peak            | Spacewatch                |
| 296954             | 2010 EE34              | 5 de març de 2010      | Kitt Peak            | Spacewatch                |
| 296955             | 2010 EJ34              | 5 de març de 2010      | Kitt Peak            | Spacewatch                |
| 296956             | 2010 ES34              | 9 de març de 2010      | La Sagra             | La Sagra                  |
| 296957             | 2010 EJ35              | 10 de març de 2010     | La Sagra             | La Sagra                  |
| 296958             | 2010 ER37              | 12 de març de 2010     | Mount Lemmon         | Mt. Lemmon Survey         |
| 296959             | 2010 ES42              | 5 de març de 2010      | Catalina             | CSS                       |
| 296960             | 2010 EY43              | 13 de març de 2010     | Dauban               | F. Kugel                  |
| 296961             | 2010 EU44              | 13 de març de 2010     | Dauban               | F. Kugel                  |
| 296962             | 2010 EF66              | 10 de març de 2010     | La Sagra             | La Sagra                  |
| 296963             | 2010 EA67              | 12 de març de 2010     | Kitt Peak            | Spacewatch                |
| 296964             | 2010 EN70              | 12 de març de 2010     | Kitt Peak            | Spacewatch                |
| 296965             | 2010 EF74              | 15 de març de 2010     | Kitt Peak            | Spacewatch                |
| 296966             | 2010 EG74              | 10 de març de 2010     | Purple Mountain      | PMO NEO Survey Program    |
| 296967             | 2010 EK74              | 10 de març de 2010     | Moletai              | K. Cernis, J. Zdanavicius |
| 296968 Ignatianim  | 2010 ES74              | 12 de març de 2010     | Moletai              | K. Cernis, J. Zdanavicius |
| 296969             | 2010 EU75              | 12 de març de 2010     | Kitt Peak            | Spacewatch                |
| 296970             | 2010 EA77              | 12 de març de 2010     | Kitt Peak            | Spacewatch                |
| 296971             | 2010 EN77              | 12 de març de 2010     | Catalina             | CSS                       |
| 296972             | 2010 ER78              | 12 de març de 2010     | Mount Lemmon         | Mt. Lemmon Survey         |
| 296973             | 2010 EU82              | 12 de març de 2010     | Catalina             | CSS                       |
| 296974             | 2010 EY85              | 13 de març de 2010     | Kitt Peak            | Spacewatch                |
| 296975             | 2010 EN87              | 13 de març de 2010     | Kitt Peak            | Spacewatch                |
| 296976             | 2010 EY98              | 14 de març de 2010     | Kitt Peak            | Spacewatch                |
| 296977             | 2010 ED99              | 14 de març de 2010     | Kitt Peak            | Spacewatch                |
| 296978             | 2010 ER99              | 14 de març de 2010     | Kitt Peak            | Spacewatch                |
| 296979             | 2010 EV101             | 6 de febrer de 2010    | Kitt Peak            | Spacewatch                |
| 296980             | 2010 EC104             | 15 de març de 2010     | Goodricke-Pigott     | R. A. Tucker              |
| 296981             | 2010 EN104             | 12 de març de 2010     | Catalina             | CSS                       |
| 296982             | 2010 EP104             | 12 de març de 2010     | Catalina             | CSS                       |
| 296983             | 2010 EQ105             | 13 de març de 2010     | Kitt Peak            | Spacewatch                |
| 296984             | 2010 ER105             | 14 de març de 2010     | Kitt Peak            | Spacewatch                |
| 296985             | 2010 ED109             | 14 de març de 2010     | Kitt Peak            | Spacewatch                |
| 296986             | 2010 EK113             | 4 d'abril de 2002      | Palomar              | NEAT                      |
| 296987 Piotrflin   | 2010 ET119             | 11 de març de 2010     | Andrushivka          | Andrushivka               |
| 296988             | 2010 EA125             | 12 de març de 2010     | Catalina             | CSS                       |
| 296989             | 2010 EE125             | 12 de març de 2010     | Mount Lemmon         | Mt. Lemmon Survey         |
| 296990             | 2010 EM125             | 13 de març de 2010     | Kitt Peak            | Spacewatch                |
| 296991             | 2010 EM126             | 14 de març de 2010     | Catalina             | CSS                       |
| 296992             | 2010 EW129             | 13 de març de 2010     | Kitt Peak            | Spacewatch                |
| 296993             | 2010 ER132             | 12 de març de 2010     | Kitt Peak            | Spacewatch                |
| 296994             | 2010 EA133             | 13 de març de 2010     | Kitt Peak            | Spacewatch                |
| 296995             | 2010 EG137             | 15 de març de 2010     | Mount Lemmon         | Mt. Lemmon Survey         |
| 296996             | 2010 ES139             | 13 de març de 2010     | Mount Lemmon         | Mt. Lemmon Survey         |
| 296997             | 2010 FC17              | 18 de març de 2010     | Kitt Peak            | Spacewatch                |
| 296998             | 2010 FM19              | 18 de març de 2010     | Mount Lemmon         | Mt. Lemmon Survey         |
| 296999             | 2010 FN28              | 16 de març de 2010     | Kitt Peak            | Spacewatch                |
| 297000             | 2010 FV28              | 16 de març de 2010     | Mount Lemmon         | Mt. Lemmon Survey         |